# Geschiedenis van de Noord/Zuidlijn
 Metrolijn 52, ook wel bekend als de Noord/Zuidlijn is een lijn van de Amsterdamse metro. De lijn loopt van Amsterdam-Noord (station Noord, vlak bij het Buikslotermeerplein), onder het centrum van Amsterdam door naar station Zuid (tevens treinstation Amsterdam Zuid). De lijn werd op 21 juli 2018 officieel geopend door de Amsterdamse burgemeester Femke Halsema. De lijn werd voor reizigers in gebruik genomen op 22 juli 2018.
De metrolijn was controversieel voor en tijdens de bouw, met name vanwege de wijze van besluitvorming, de hoge kosten en onzekerheid over de financiering, het vele uitstellen van opening, de angst voor schade aan de oude binnenstad van Amsterdam en de gemaakte fouten tijdens de bouw.
De aanhoudende controverse en de verzakking van meerdere panden aan de Vijzelgracht, zorgden ervoor dat de bouw van de lijn op veel plekken tijdelijk werd stilgelegd tussen september 2008 en augustus 2009. Een commissie onder leiding van oud-minister Cees Veerman onderzocht of de bouw verder moest gaan en kwam op 4 juni 2009 tot het advies dat de Noord/Zuidlijn afgewerkt moest worden. Op 1 juli 2009 besloot de Amsterdamse gemeenteraad overeenkomstig. Daarna werd de voorgenomen openingsdatum acht keer verschoven. Op 5 april 2018 maakte de wethouder Verkeer en Vervoer Pieter Litjens bekend dat de lijn definitief zou open gaan op 22 juli 2018.

## Geschiedenis

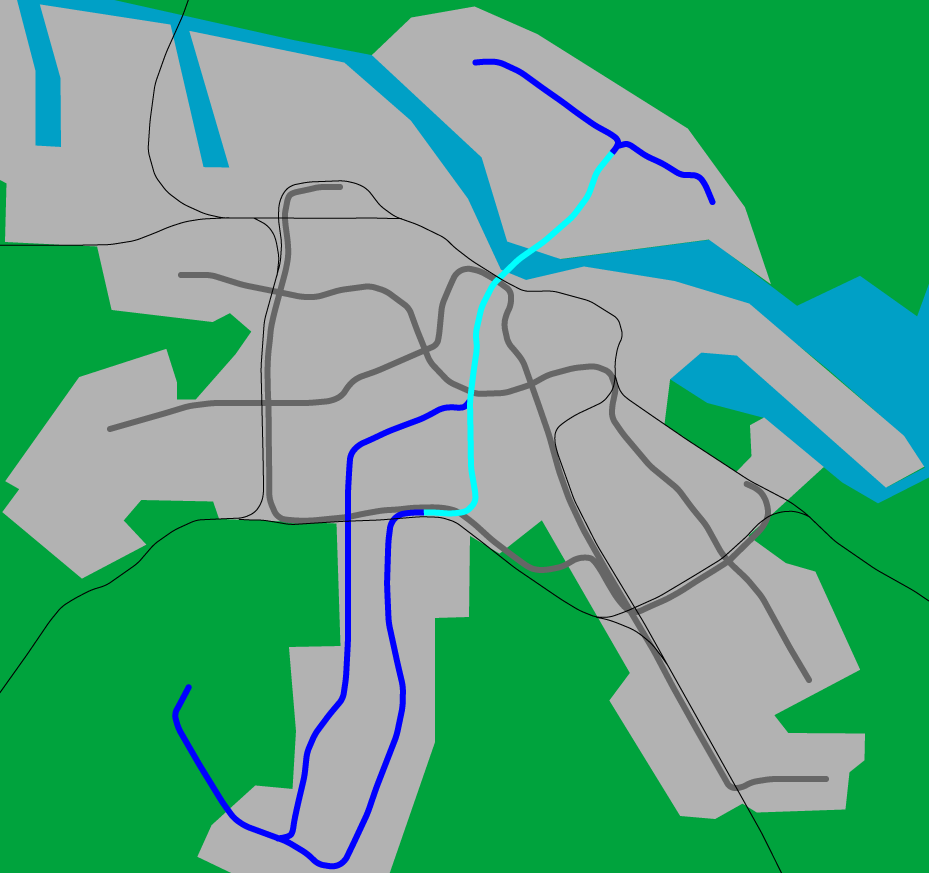
De Noord/Zuidlijn in het Plan Stadsspoor uit 1968

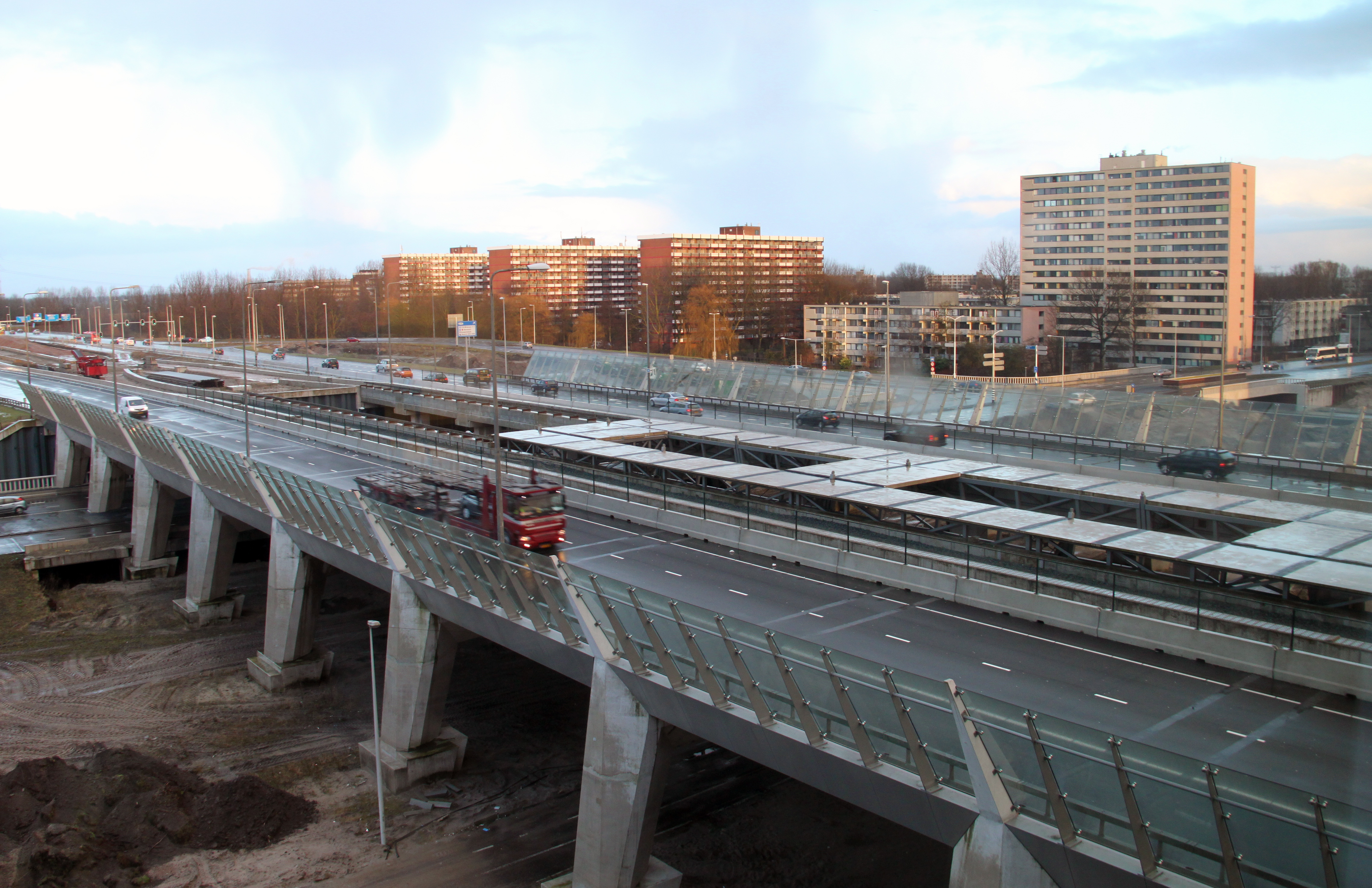
Metrostation Noord nabij het Buikslotermeerplein in Amsterdam-Noord, februari 2013

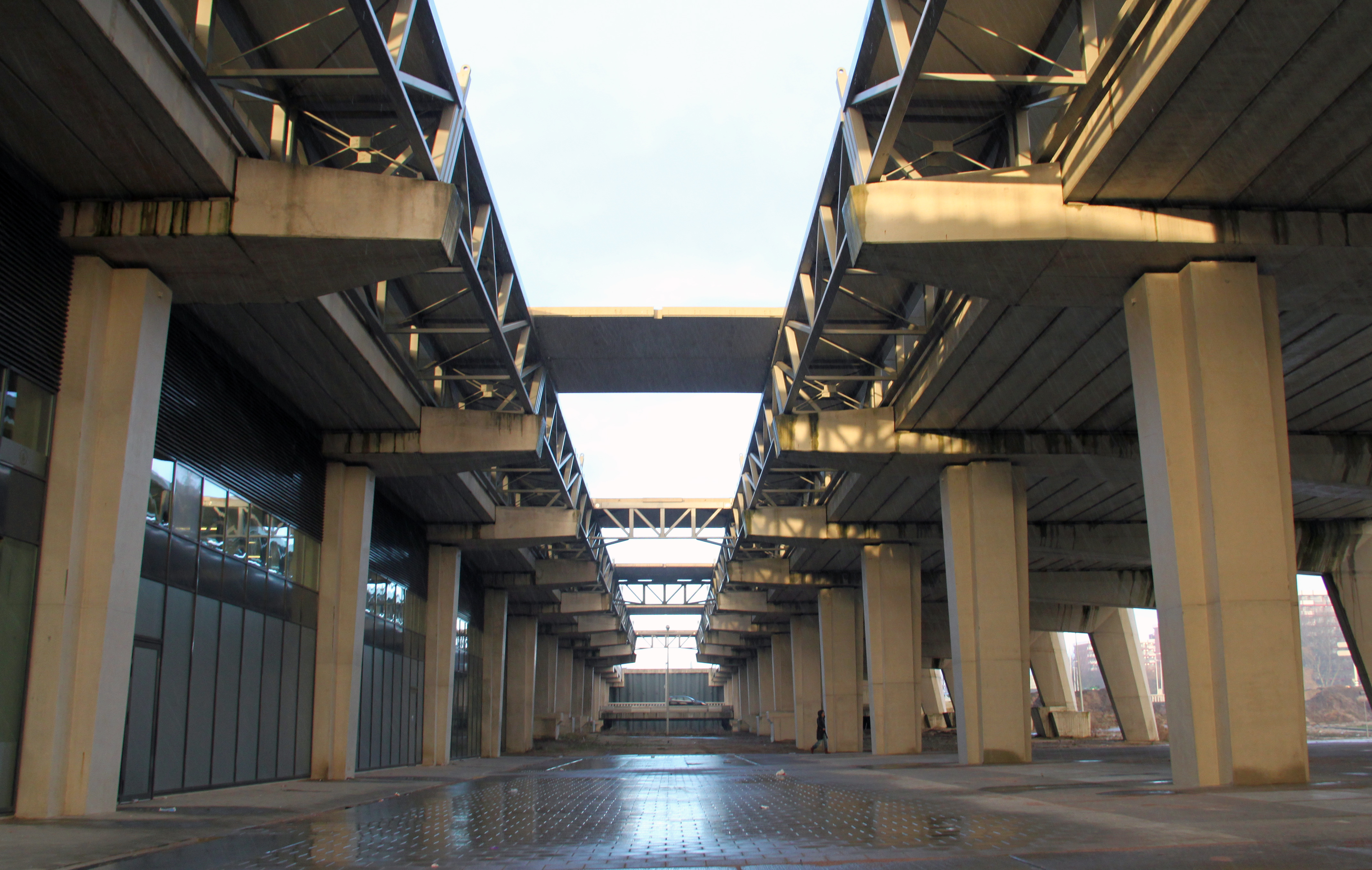
Metrostation Noord nabij het Buikslotermeerplein in Amsterdam-Noord, februari 2013

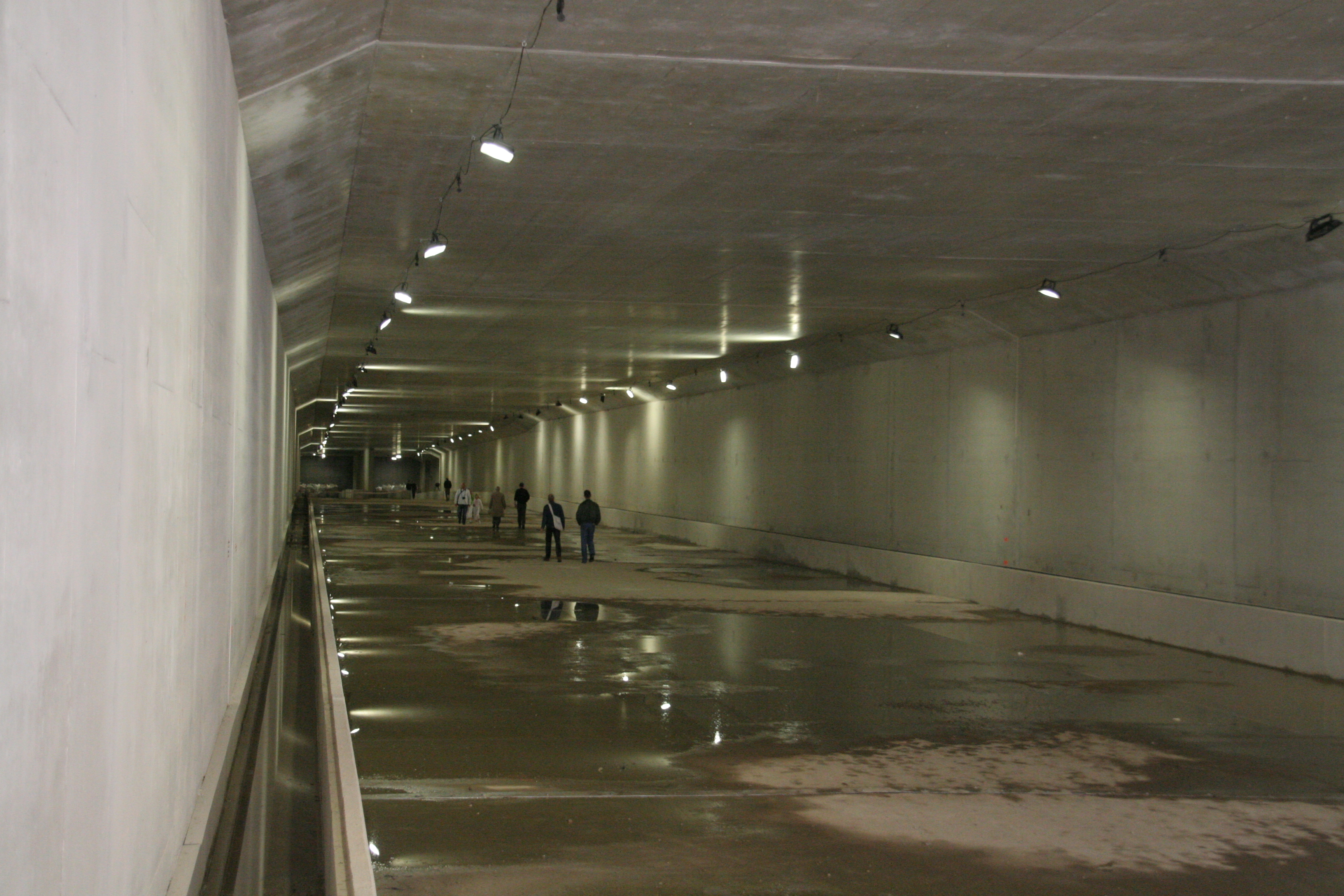
Metrotunnel onder de Sixhaven

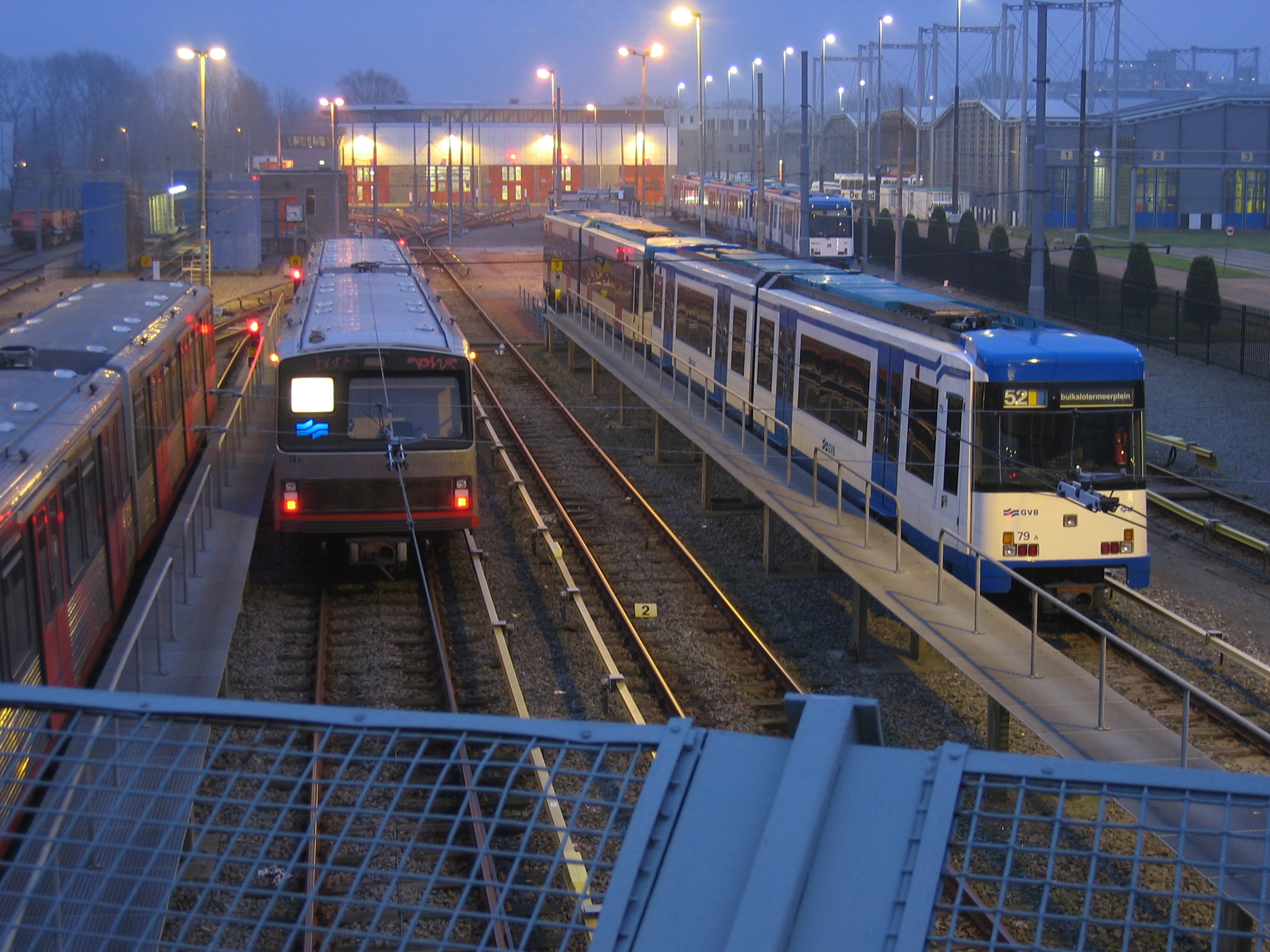
Metro met lijnfilm richting Buikslotermeerplein

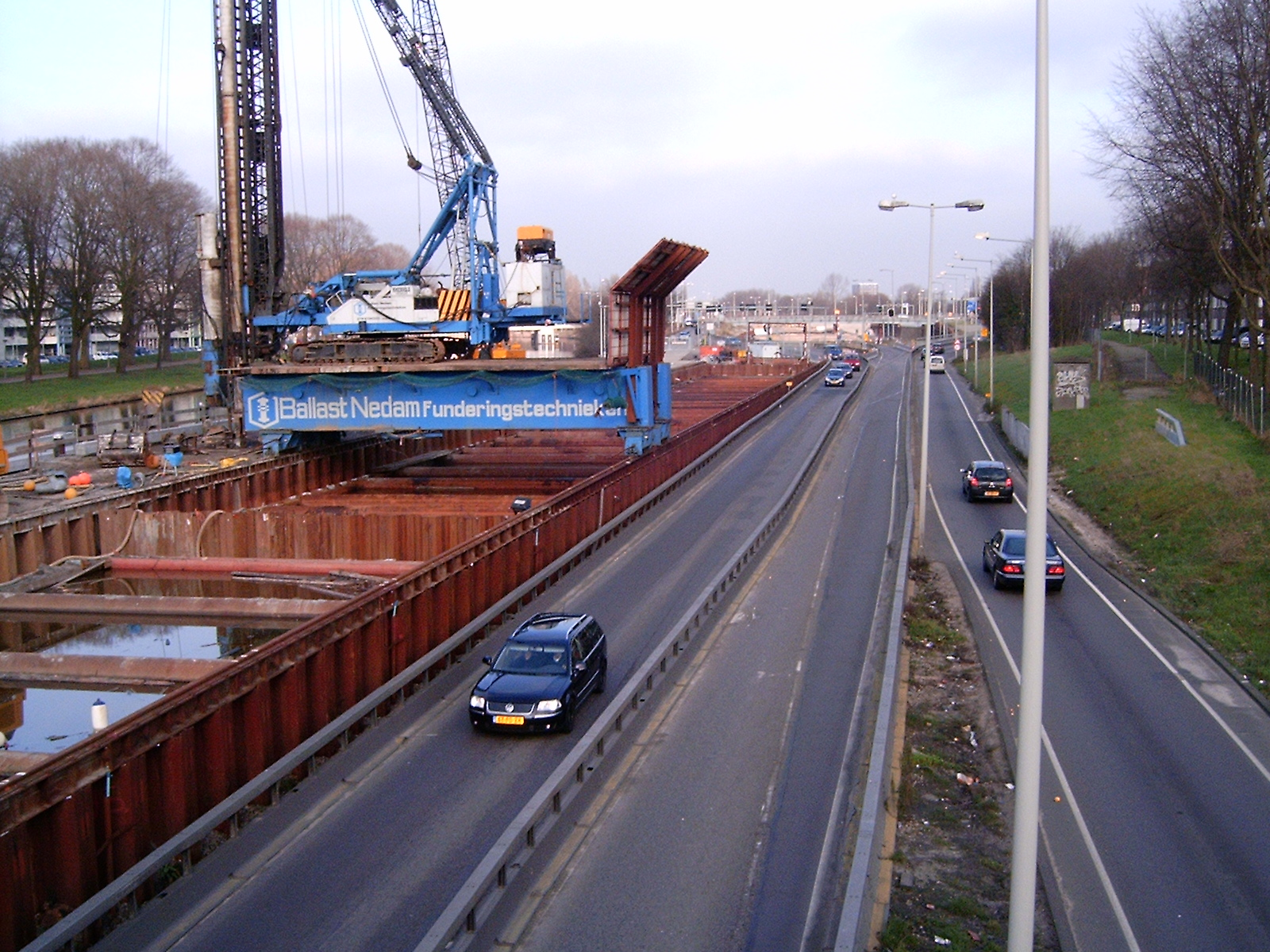
Nabij Noorderpark, Amsterdam-Noord, februari 2007

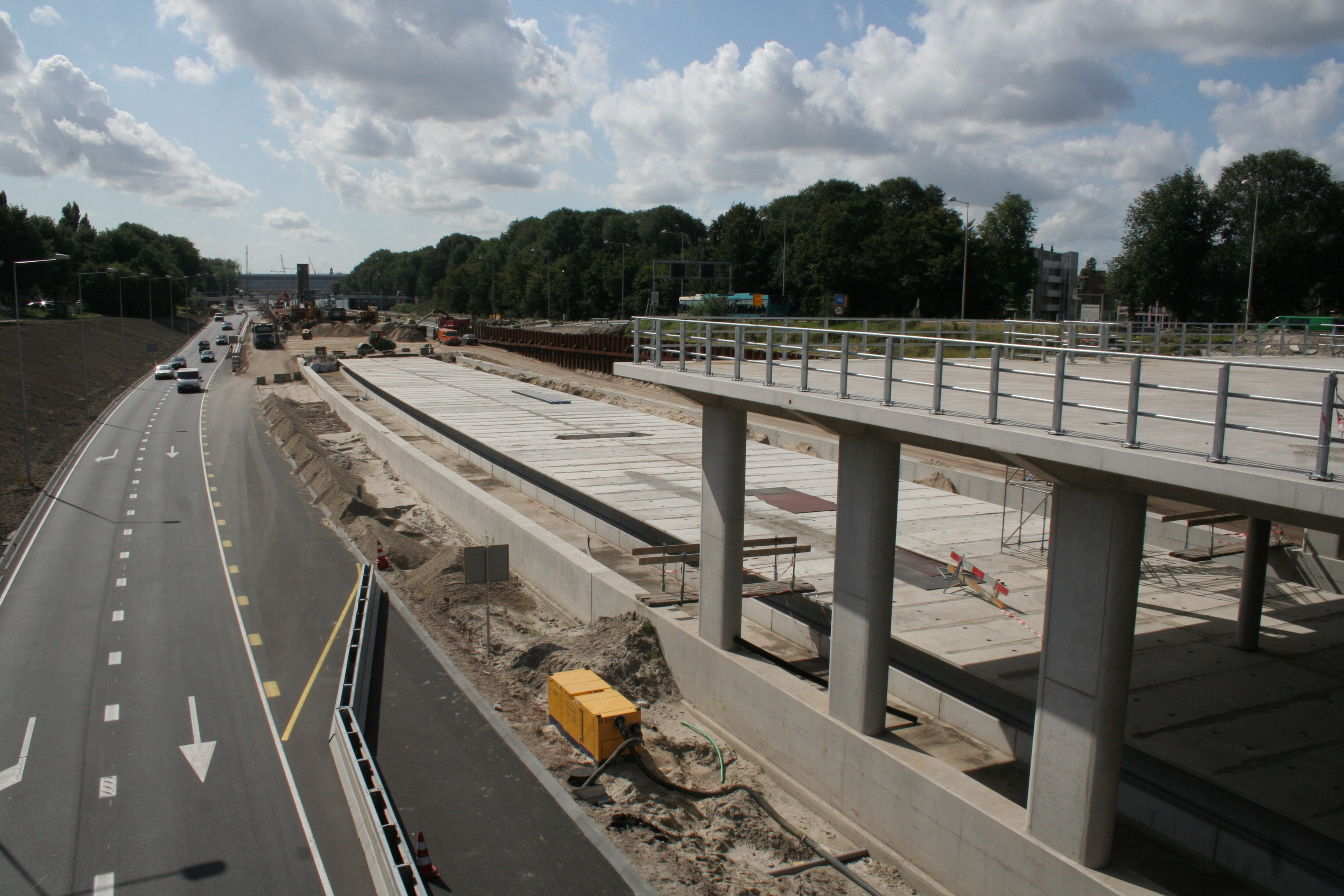
Station Noorderpark in aanbouw, gezien vanaf de Johan van Hasseltweg, 1 september 2009

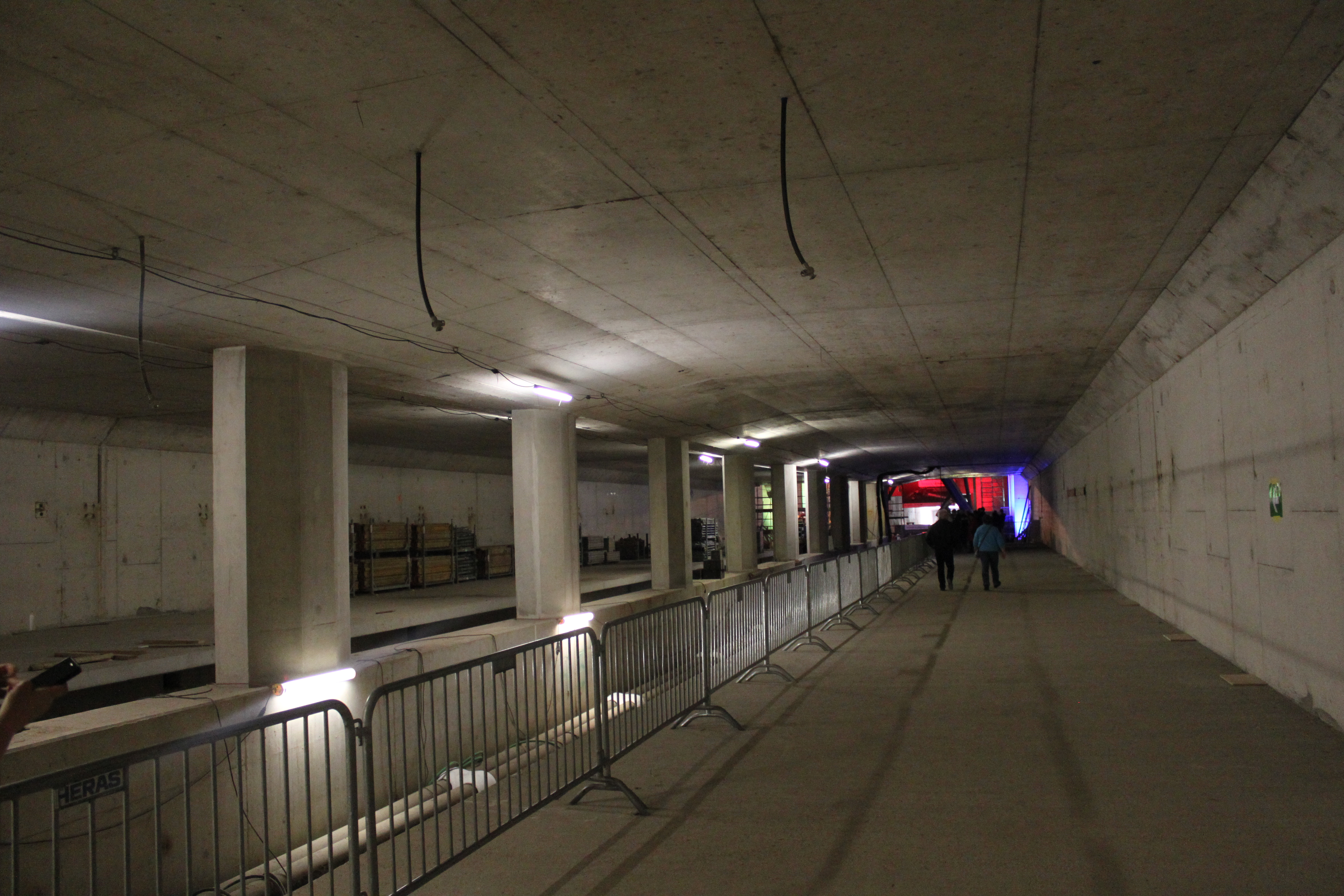
Toekomstige halte Centraal Station, juni 2013

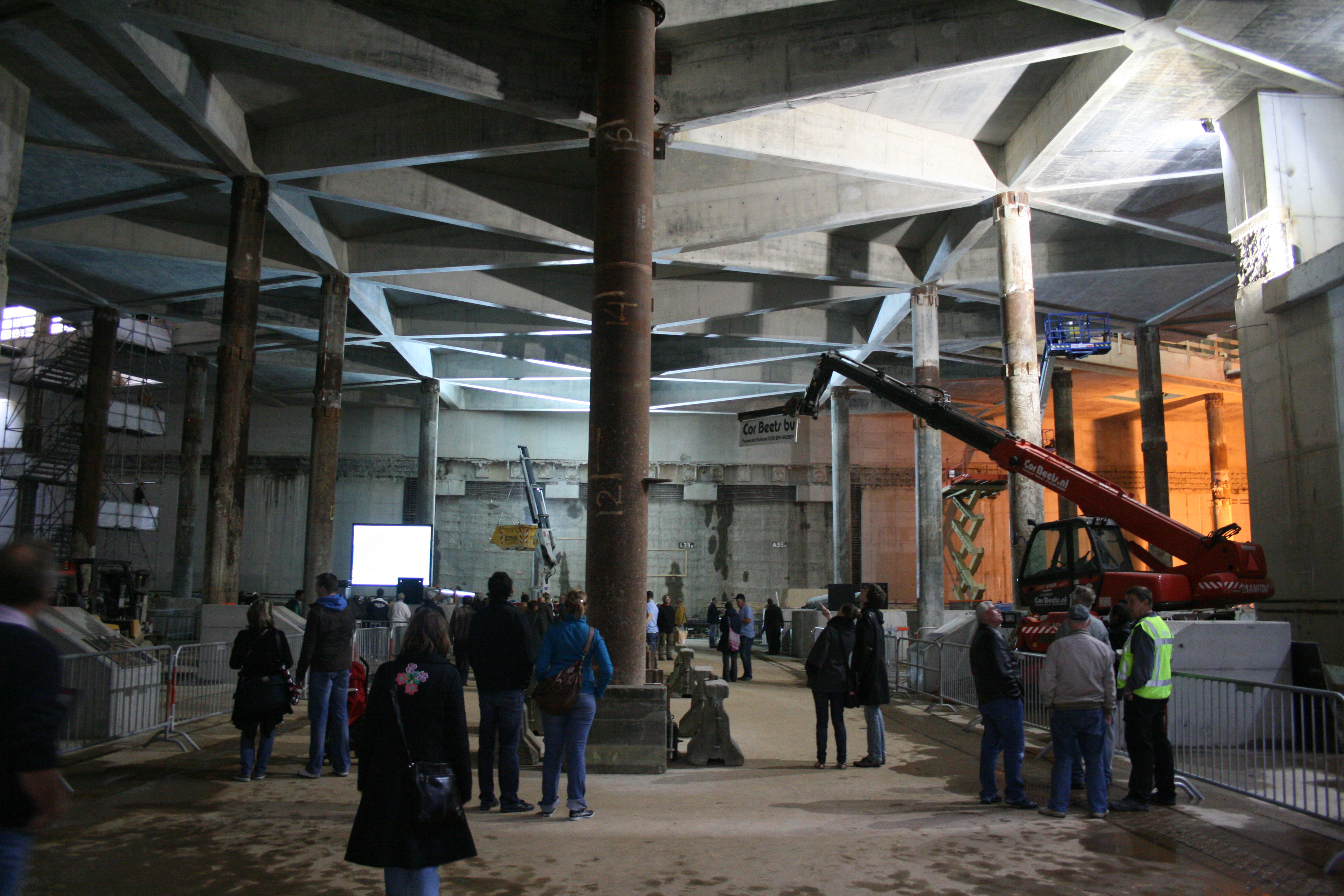
De grote hal ten behoeve van het metrostation Centraal Station van de Noord/Zuidlijn onder het Amsterdamse Stationsplein, mei 2011

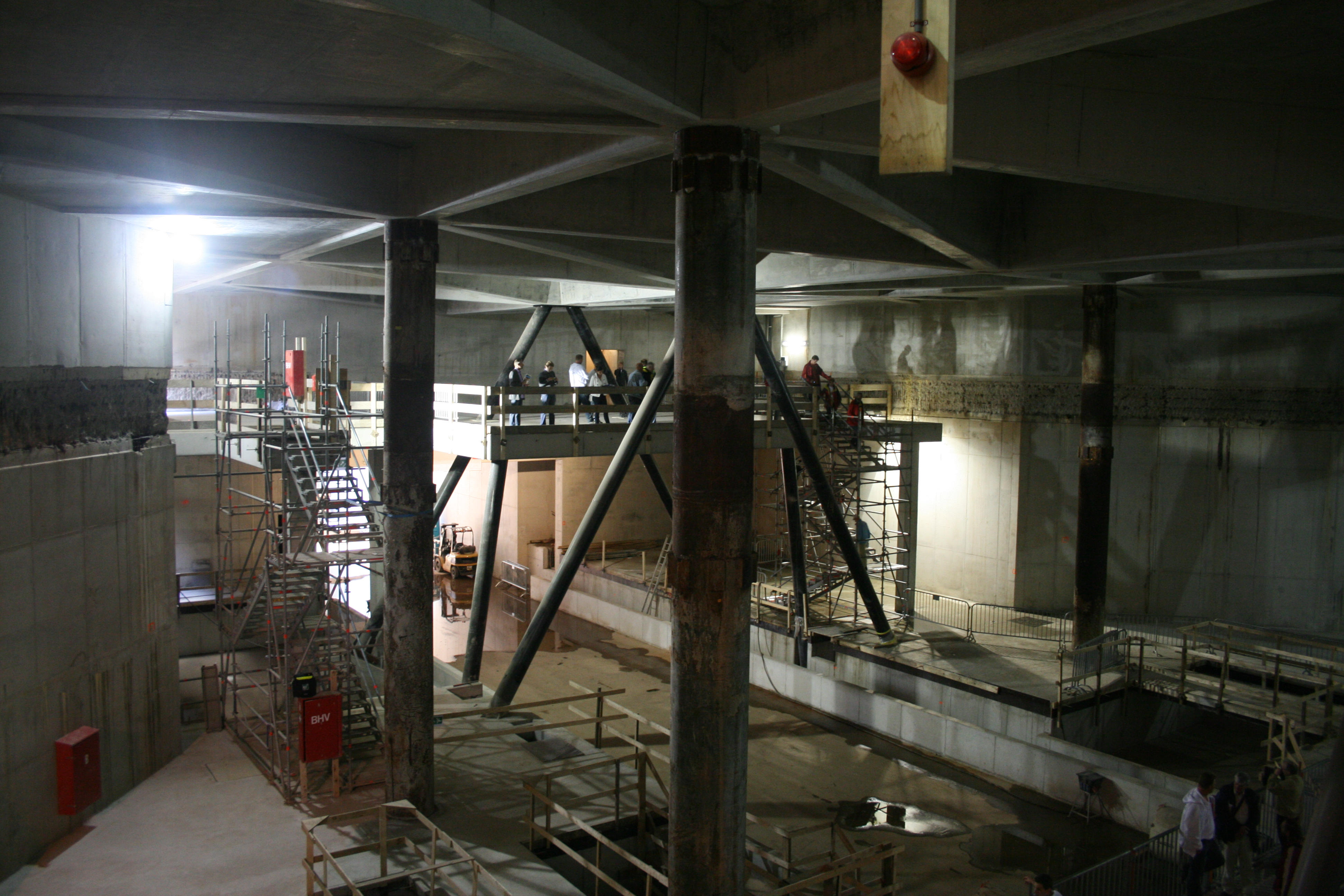
De verdeelhal onder het Stationsplein (bijnaam 'De Kathedraal') gezien in zuidelijke richting, juni 2012

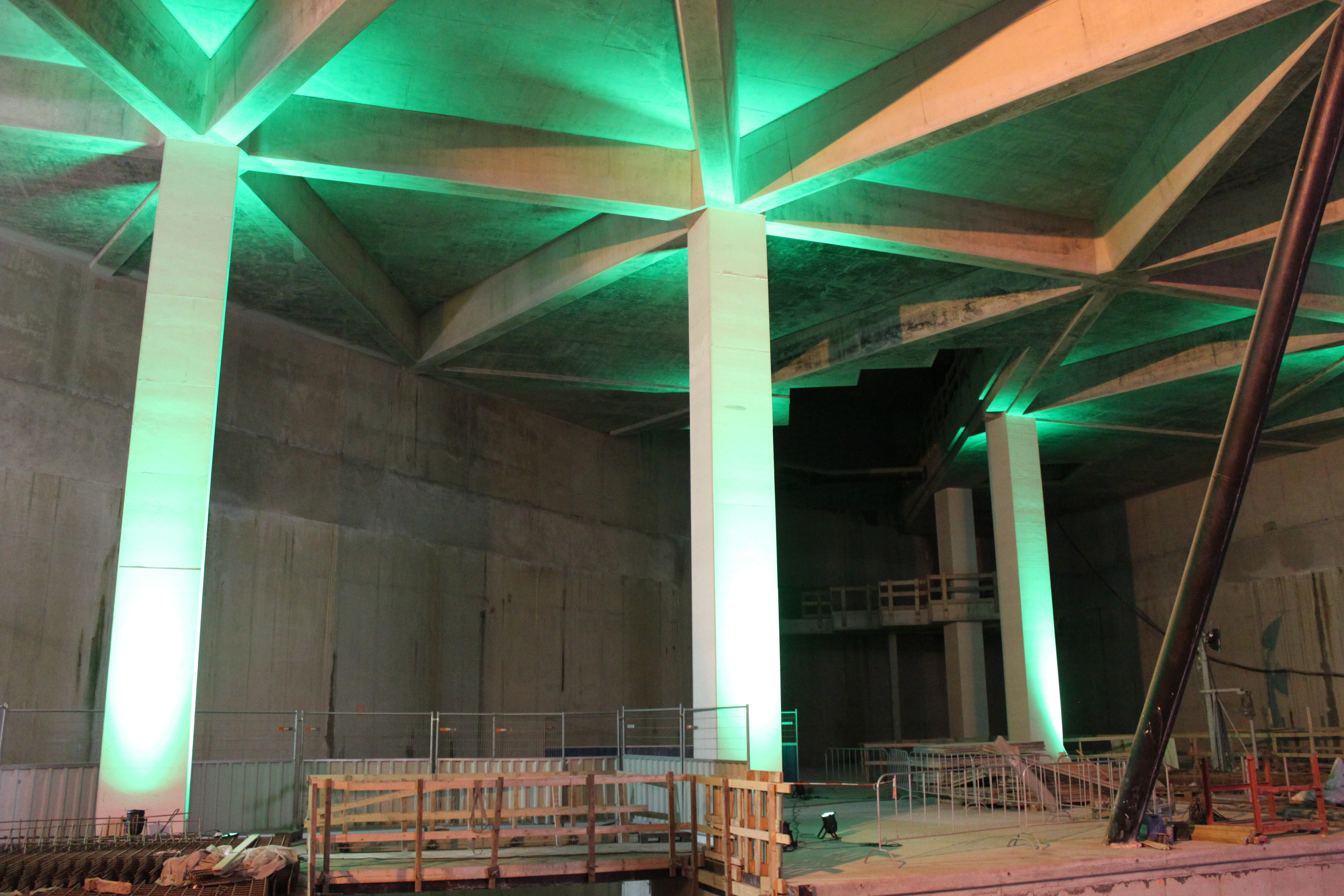
"De Kathedraal", juni 2013

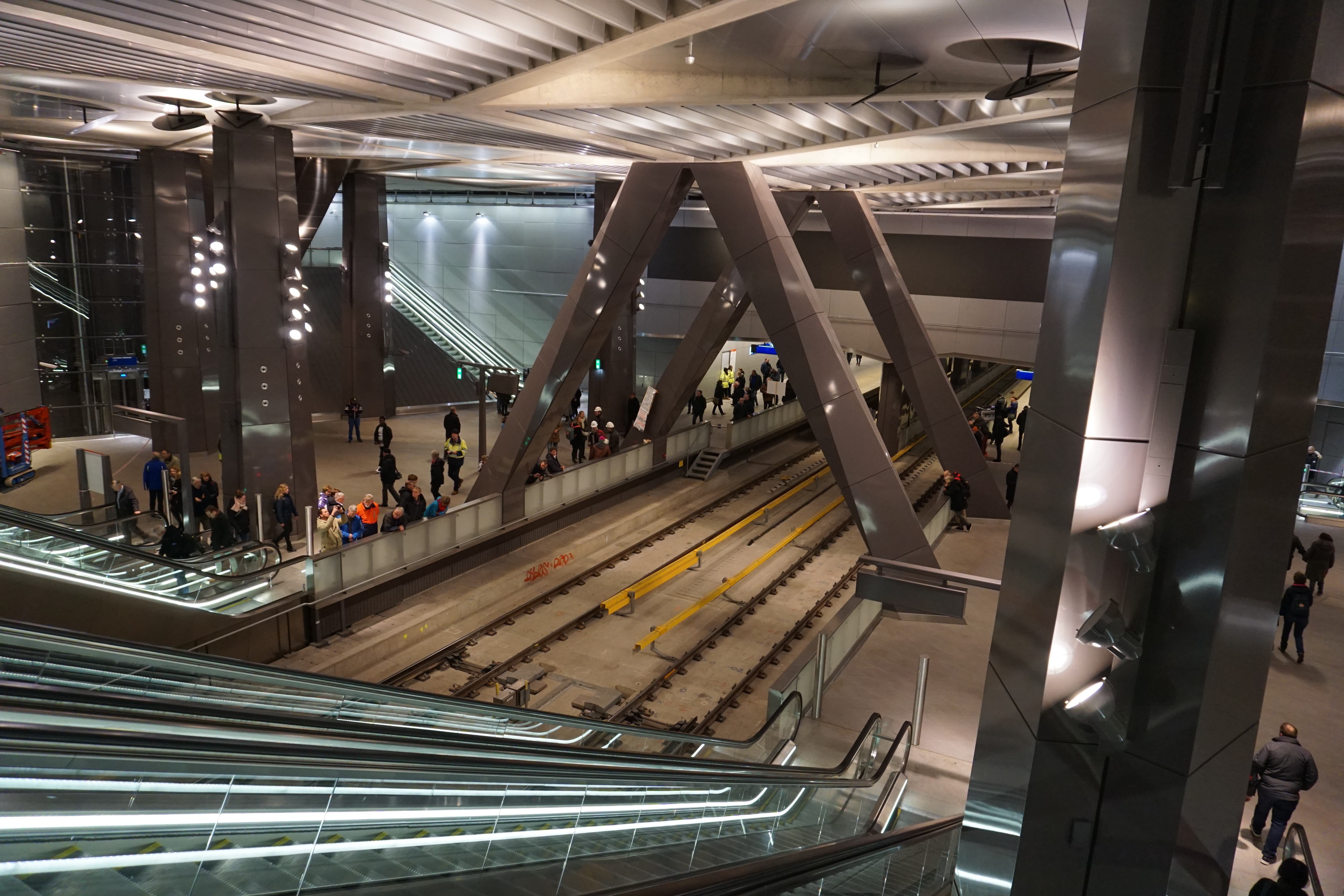
"De Kathedraal", 20 januari 2018

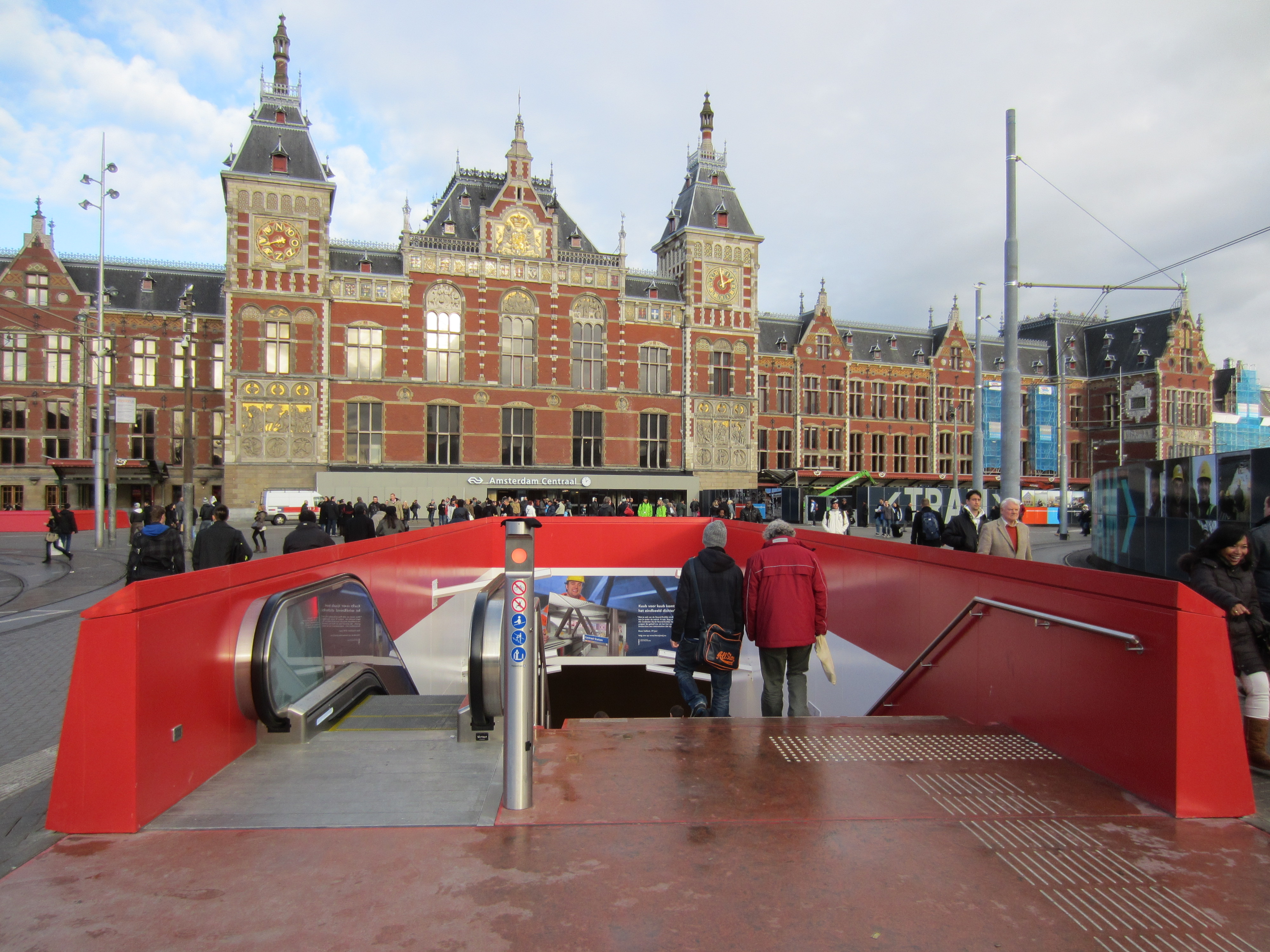
Stationsplein met een van de nieuwe, in november 2011 geopende entrees van het metrostation.

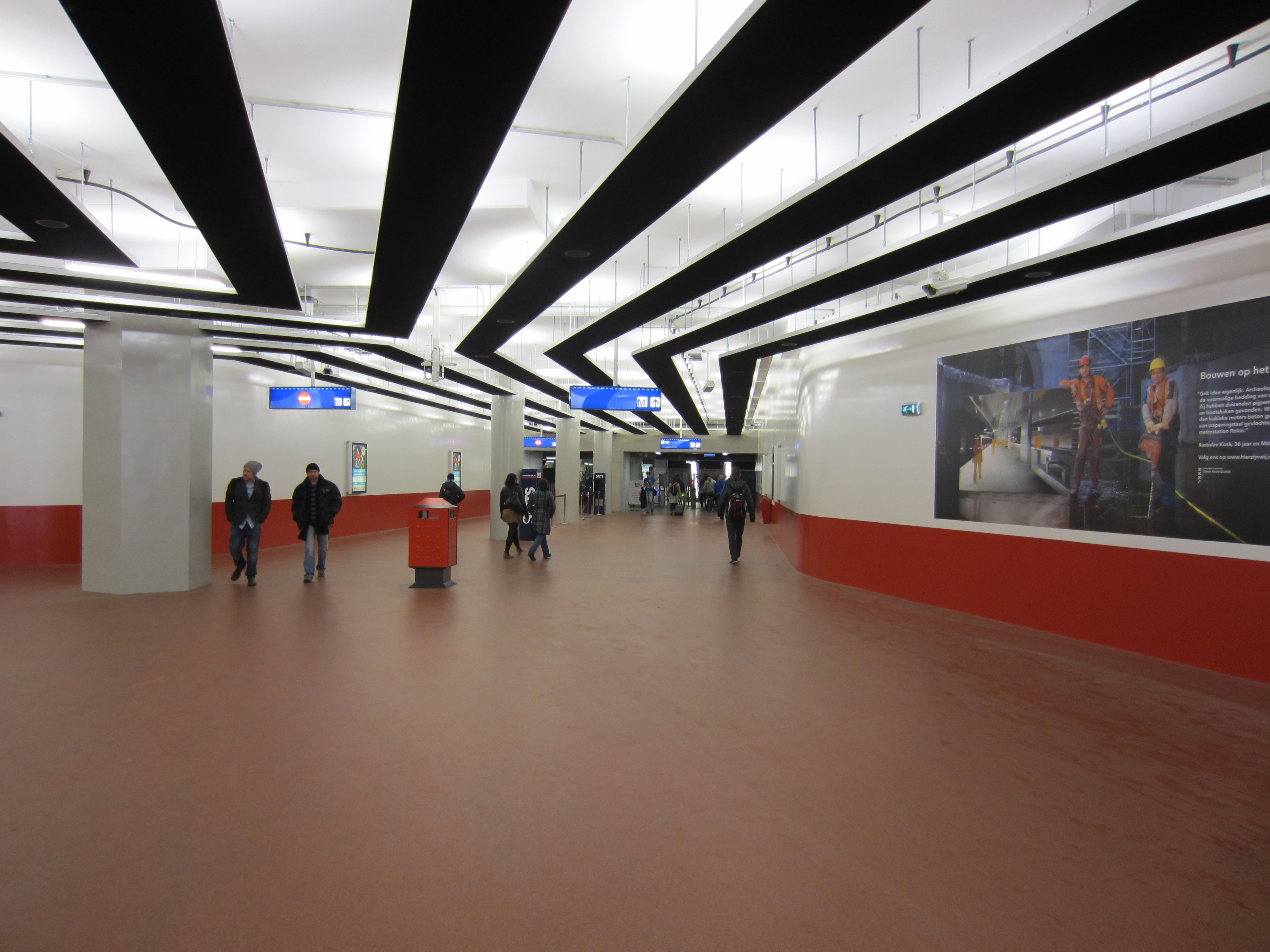
Interieur van de nieuwe, tijdelijke stationshal van het metrostation onder het Stationsplein, geopend in november 2011.

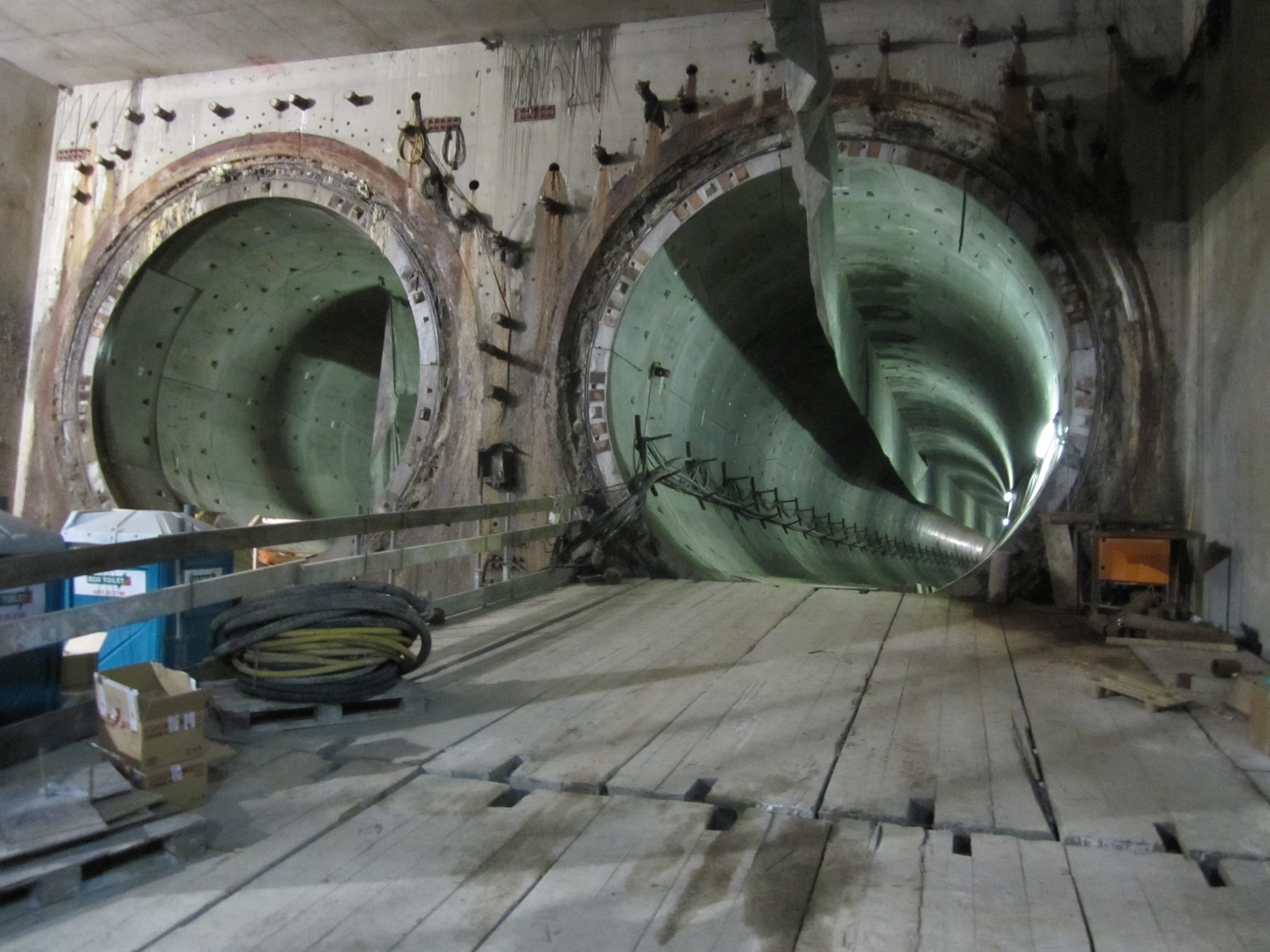
Het begin van de beide boortunnels van de Amsterdamse Noord/Zuidlijn in de startschacht onder het Damrak, mei 2011.

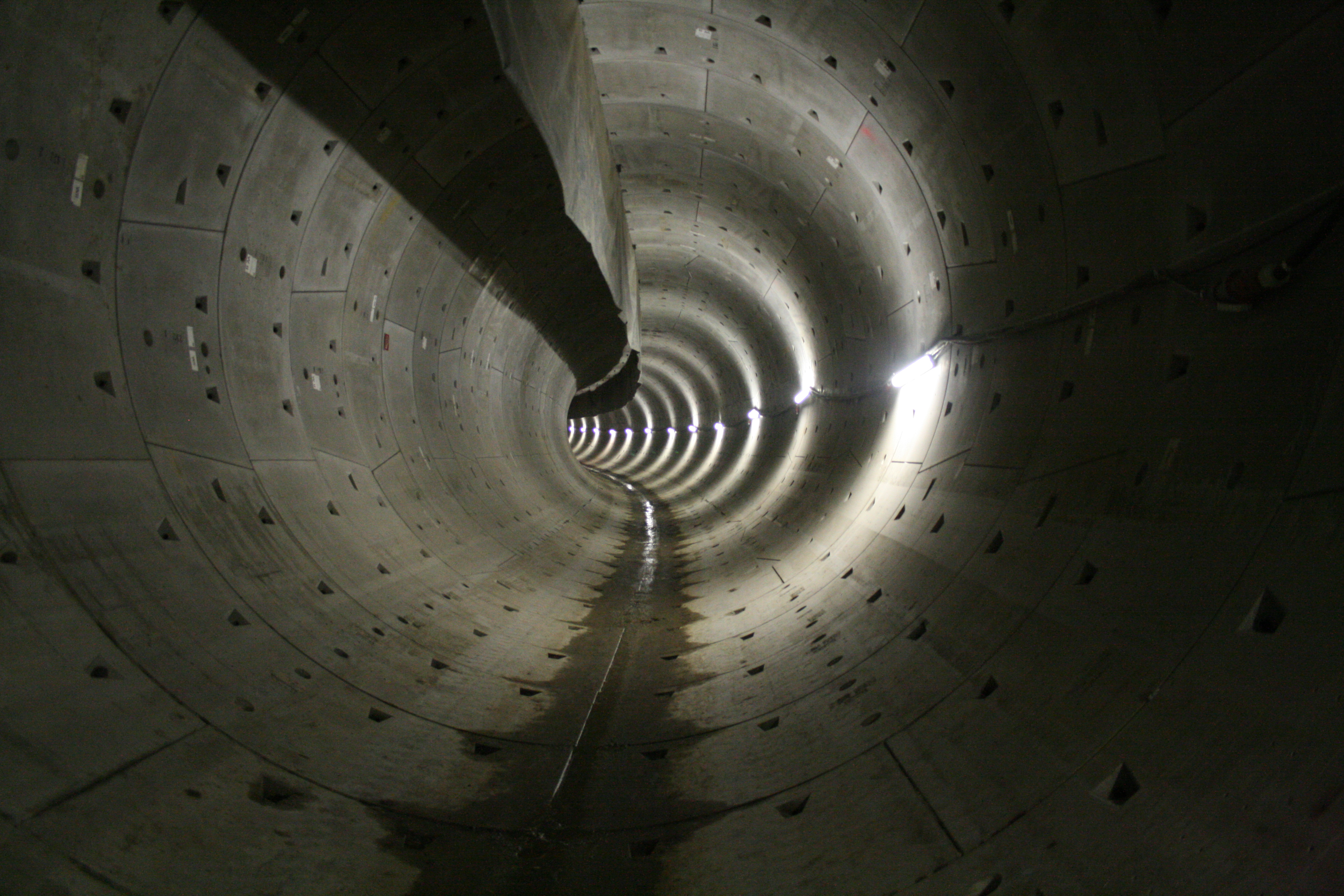
De oostelijke boortunnel van de Noord/Zuidlijn onder het Damrak, mei 2011.

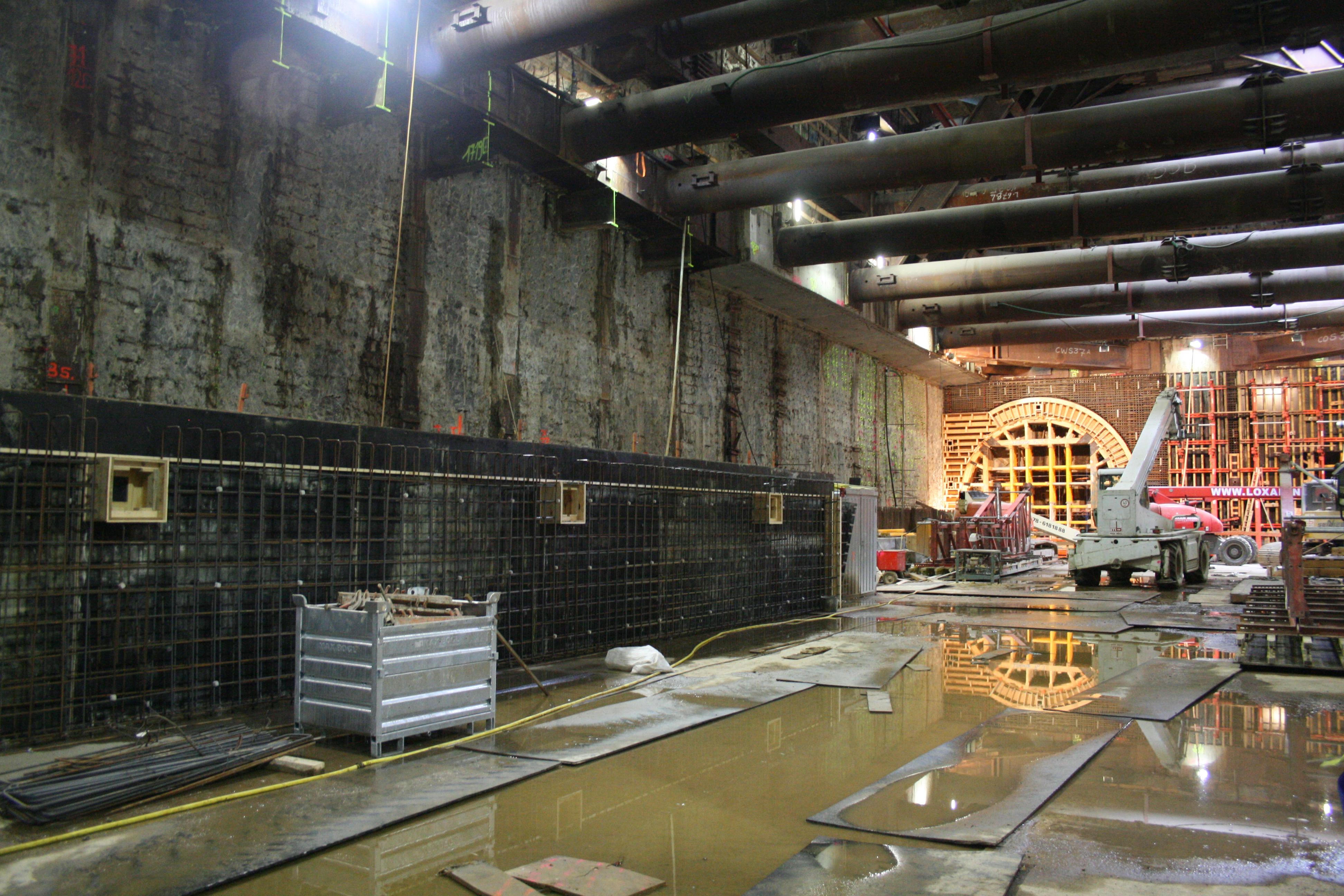
De bouwput van Station Rokin gezien in noordelijke richting tijdens een open dag op 28 mei 2011.

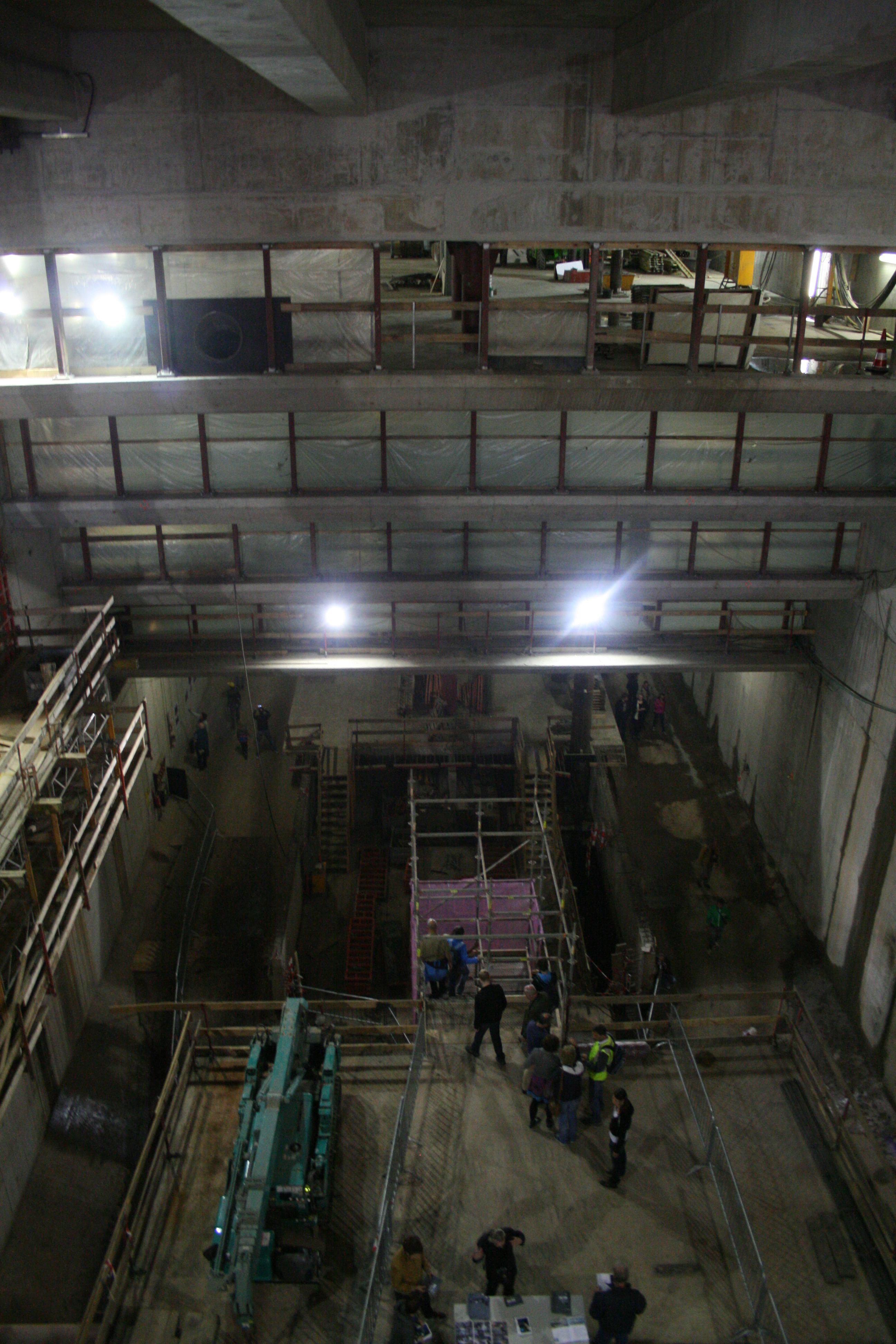
Station Rokin, de parkeergarage tussen straatniveau en toekomstig metroperron, mei 2014.

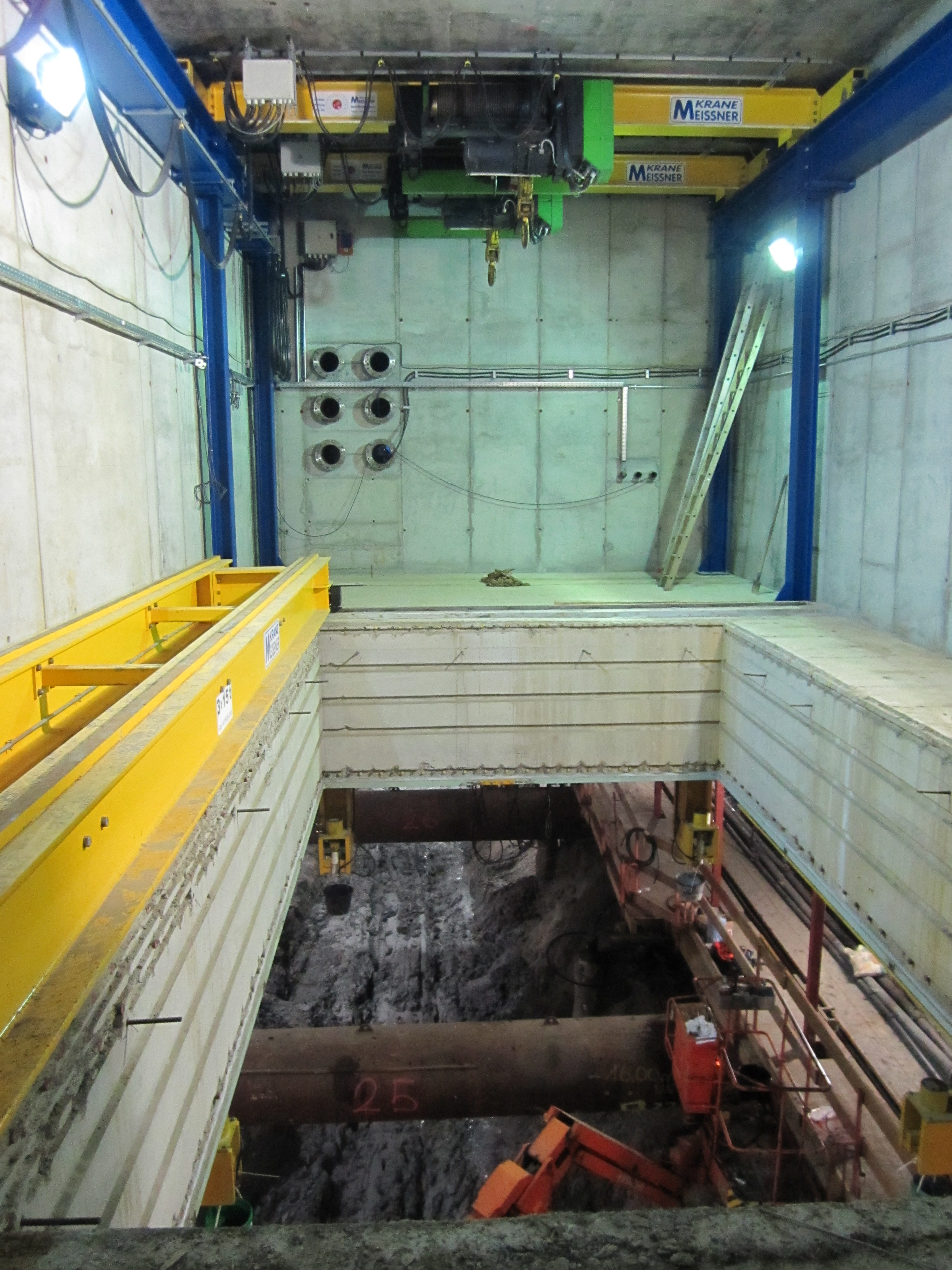
Speciale betonnen sluis in Station Vijzelgracht, waarlangs de onder hoge druk af te graven grond moet worden afgevoerd, mei 2011.

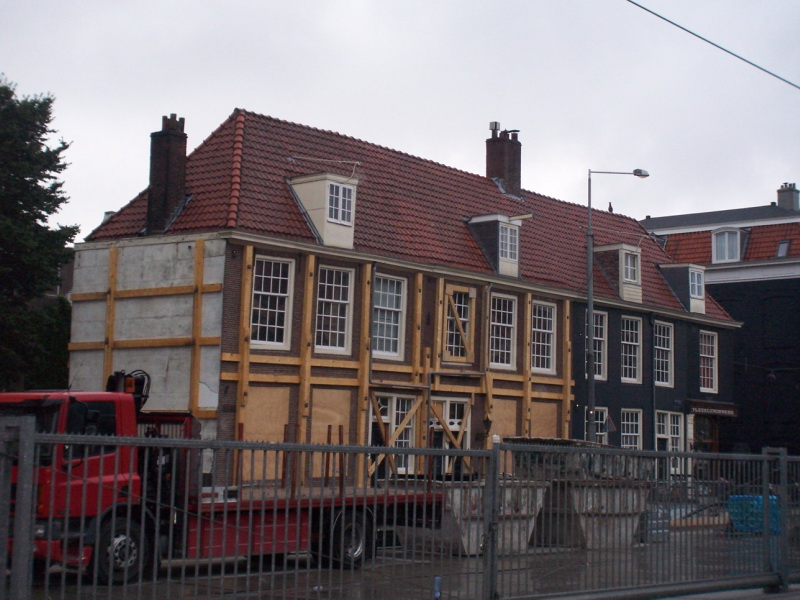
Verzakte wevershuizen aan de Vijzelgracht, september 2008.

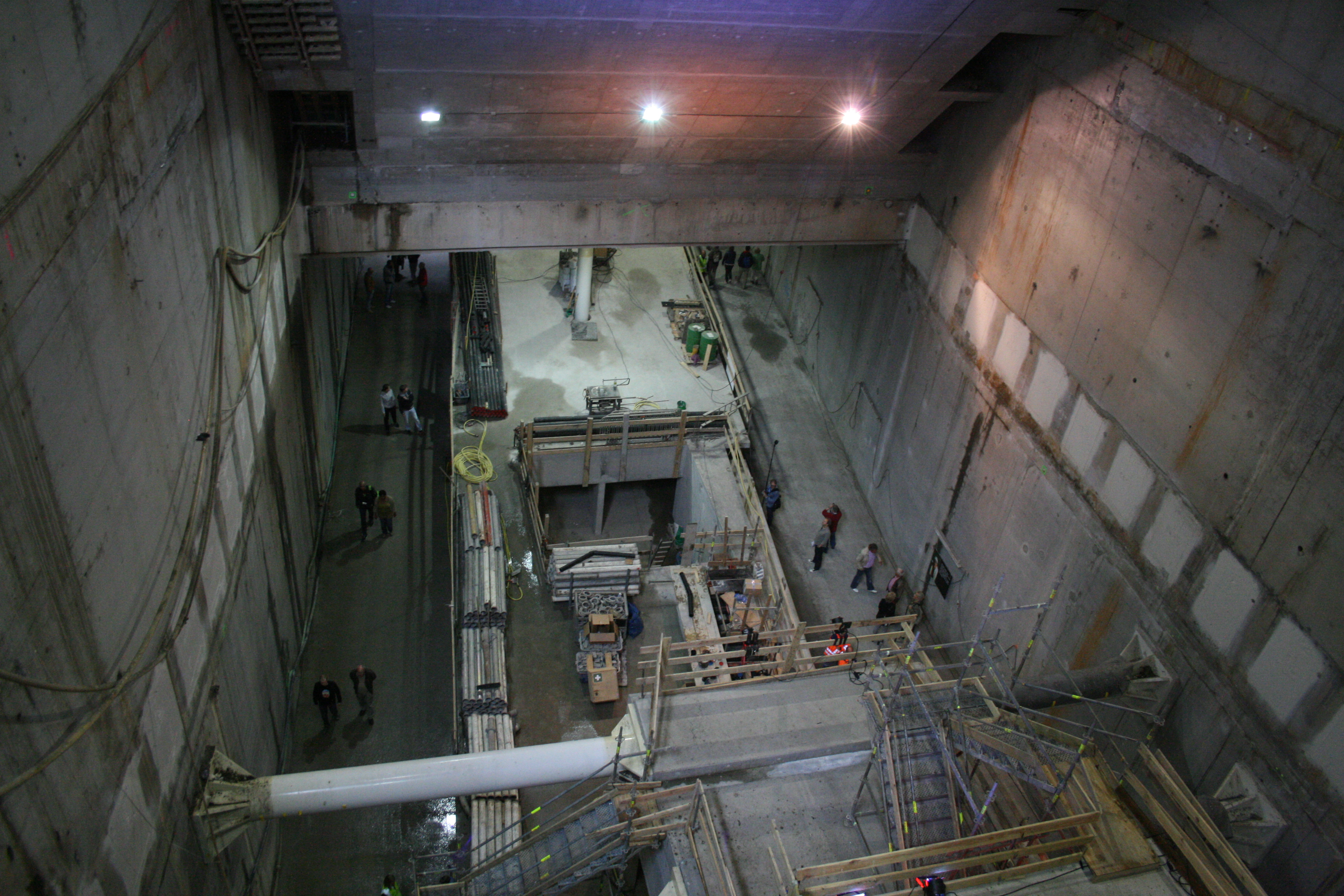
Station Vijzelgracht, zicht op het perron vanaf de toekomstige zuidentree, mei 2014.

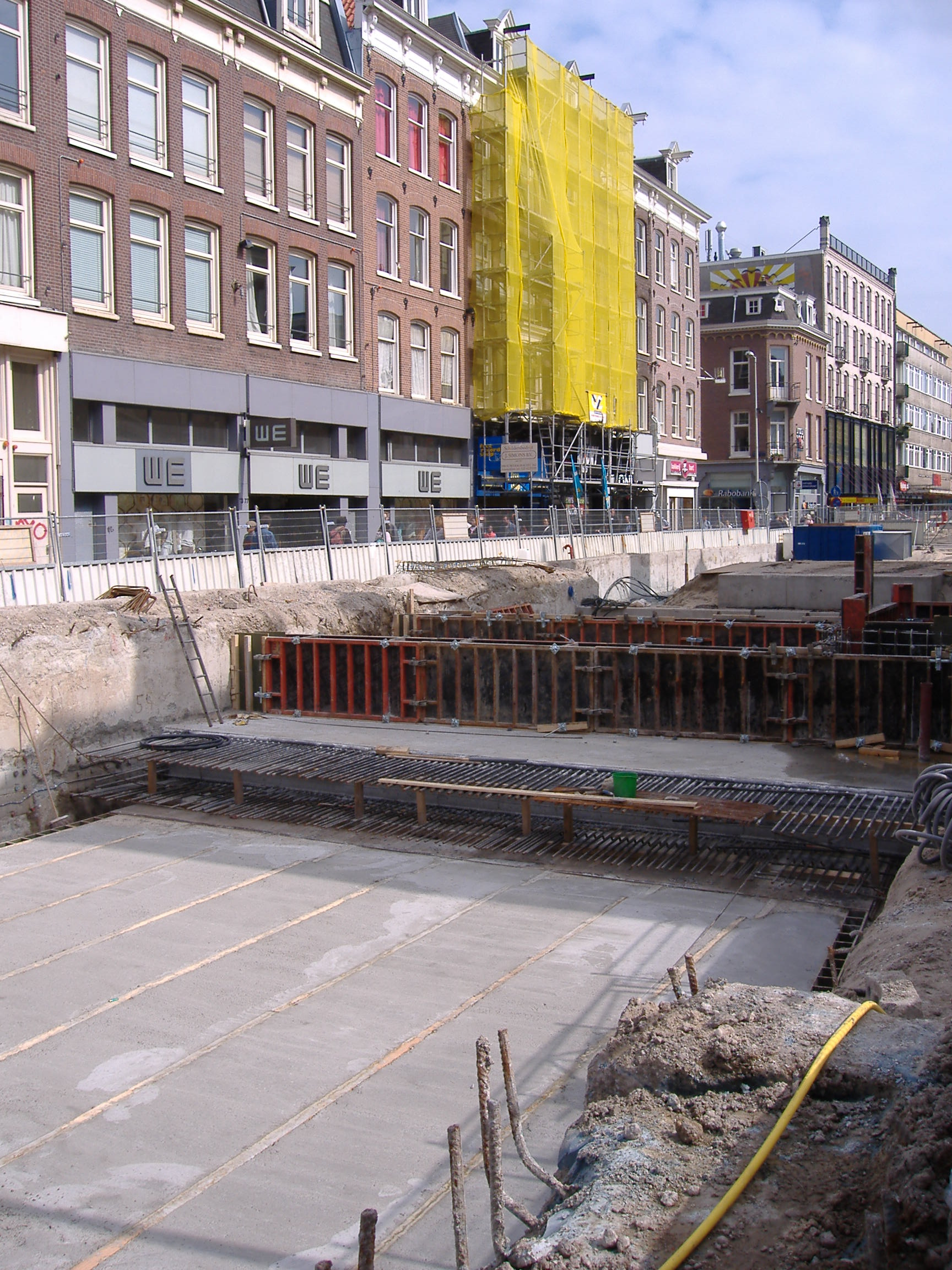
Bouw dak station De Pijp, juni 2006.

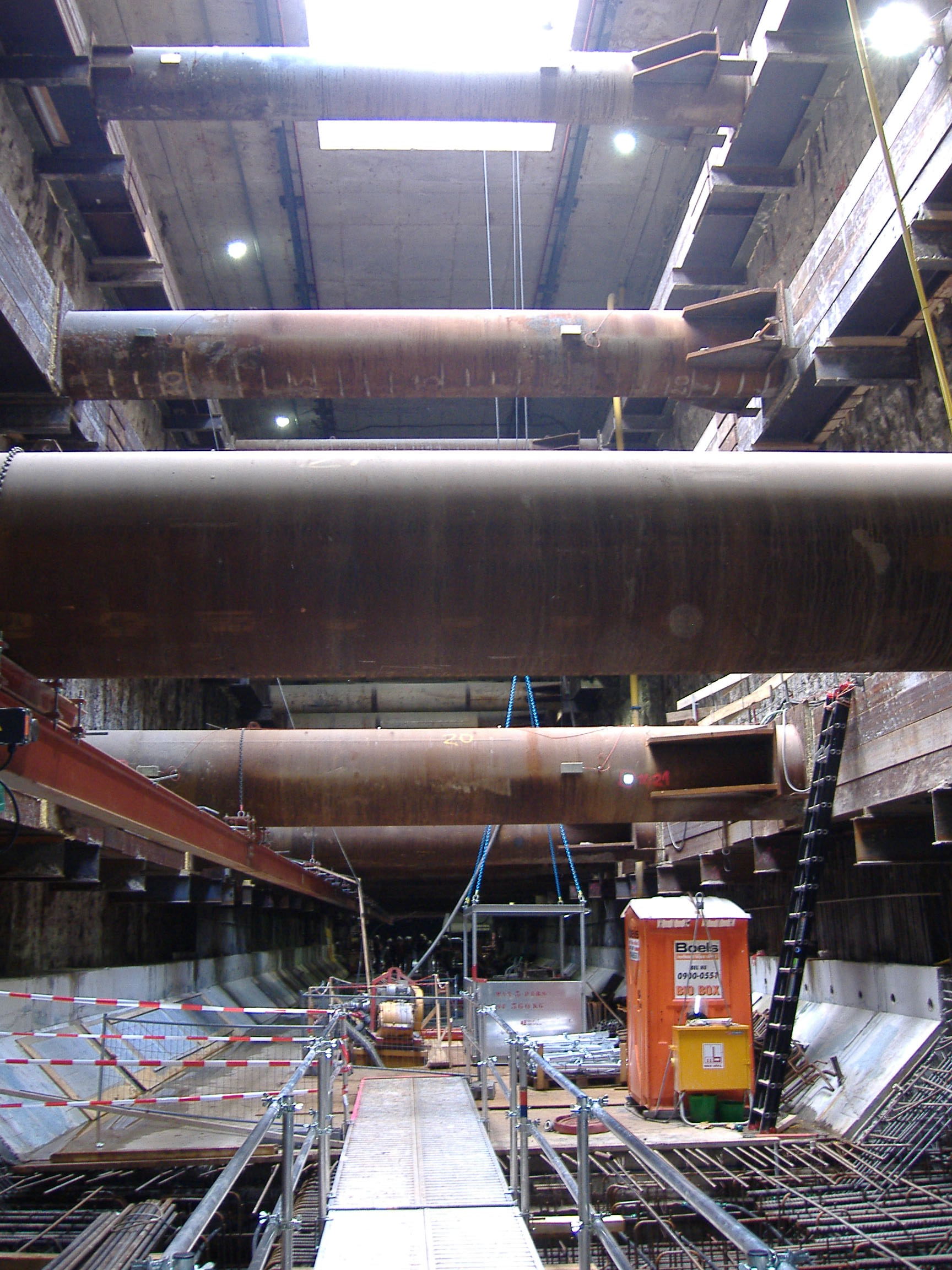
Bouw niveau bovenste perron station De Pijp, mei 2008.

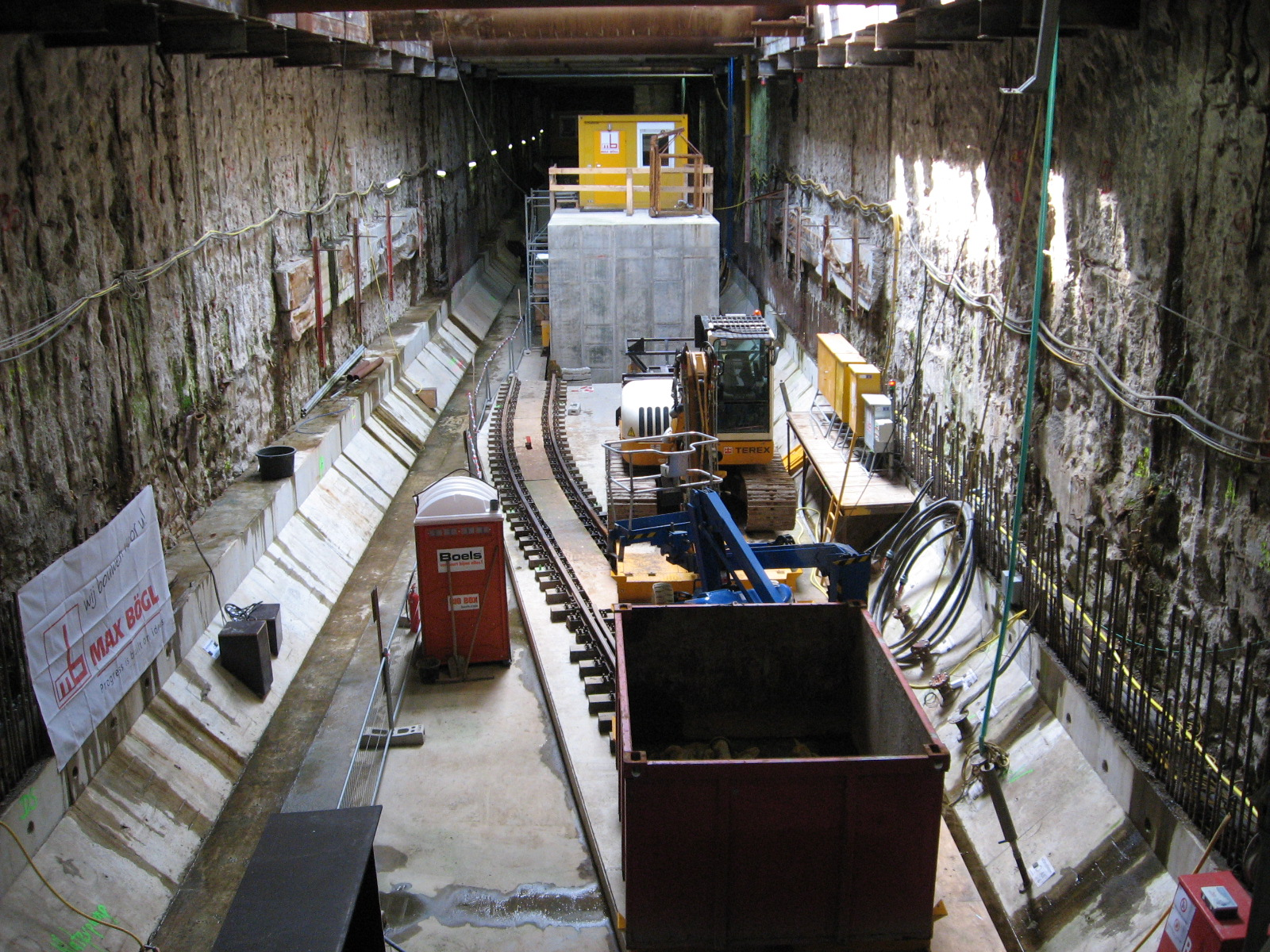
Bouwput van station De Pijp, 6 juni 2009.

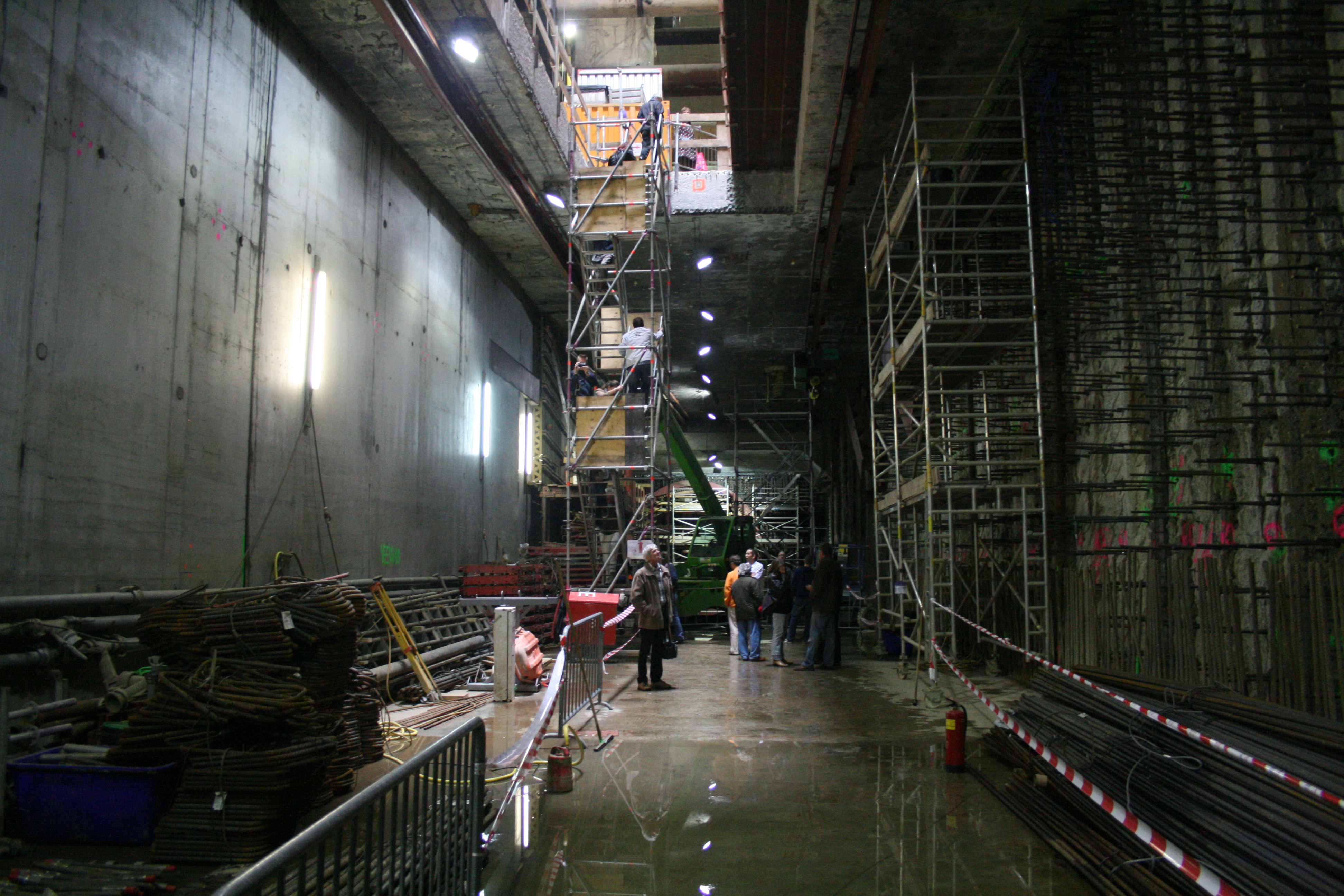
Het diepste niveau van station De Pijp, ca. 30 meter onder straatniveau, mei 2011.

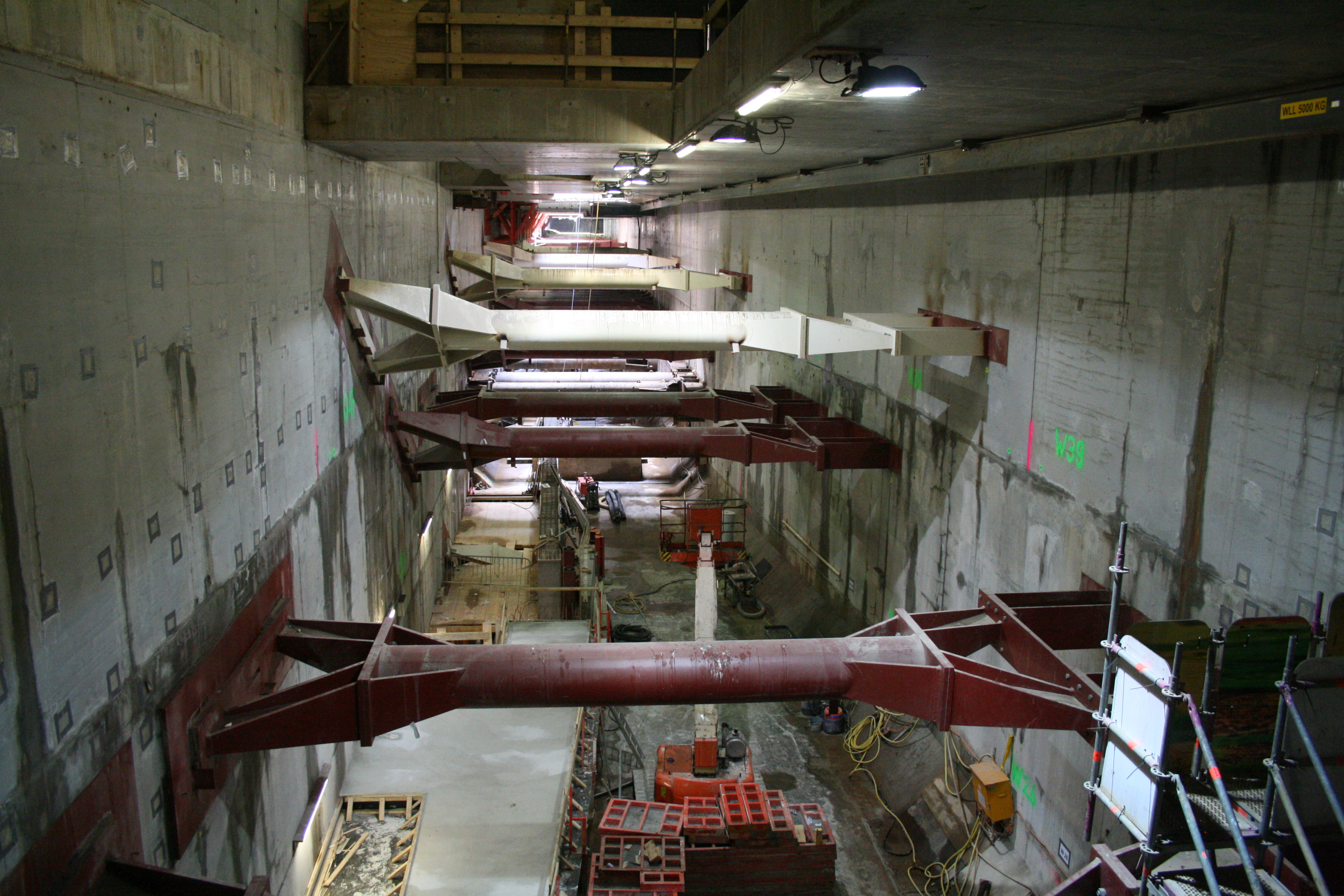
De definitieve constructieve stempels tussen de wanden van station De Pijp, mei 2014.

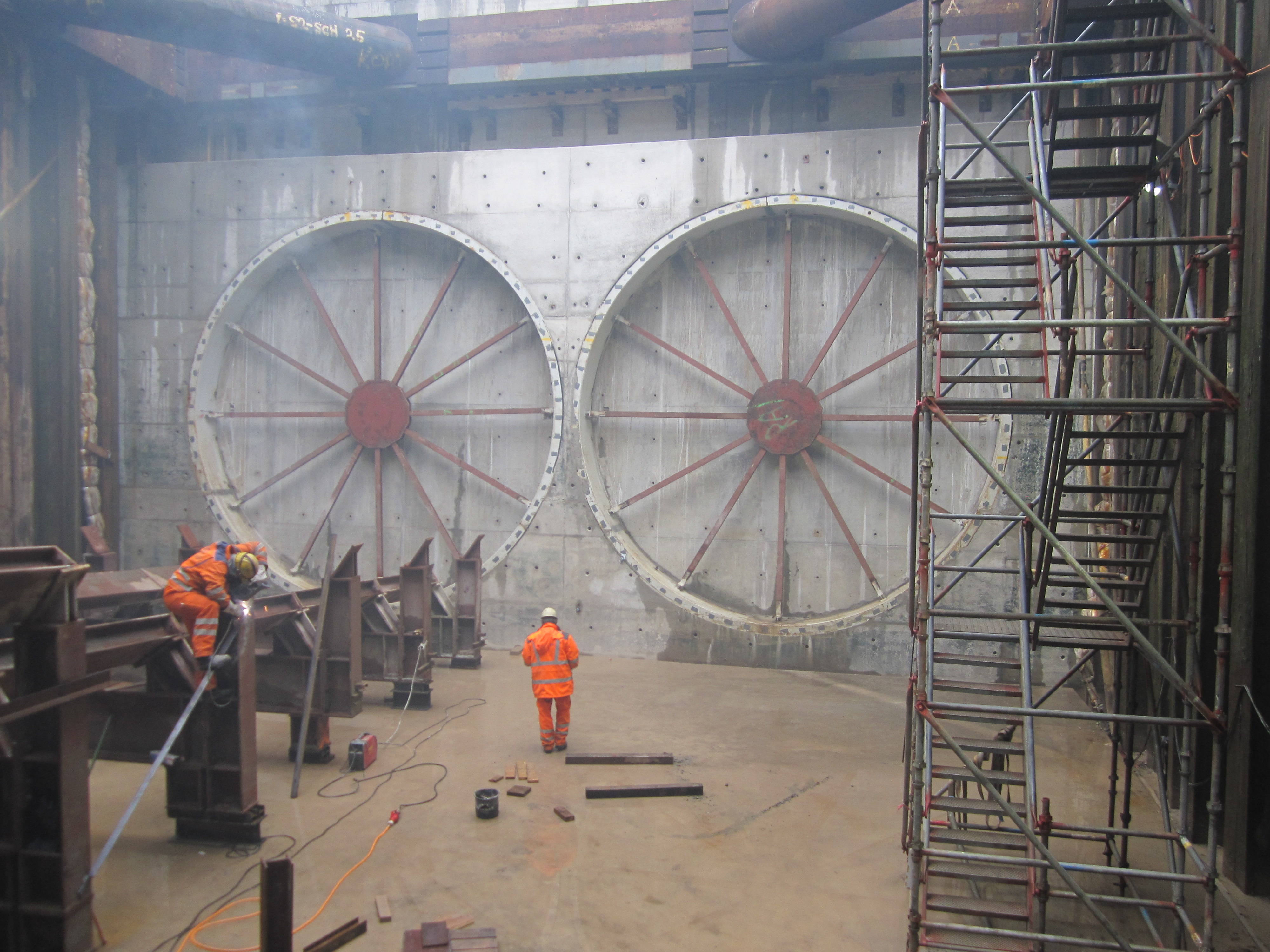
Startschacht Scheldeplein ten behoeve van de boormachines met brilwand, 24 februari 2011.

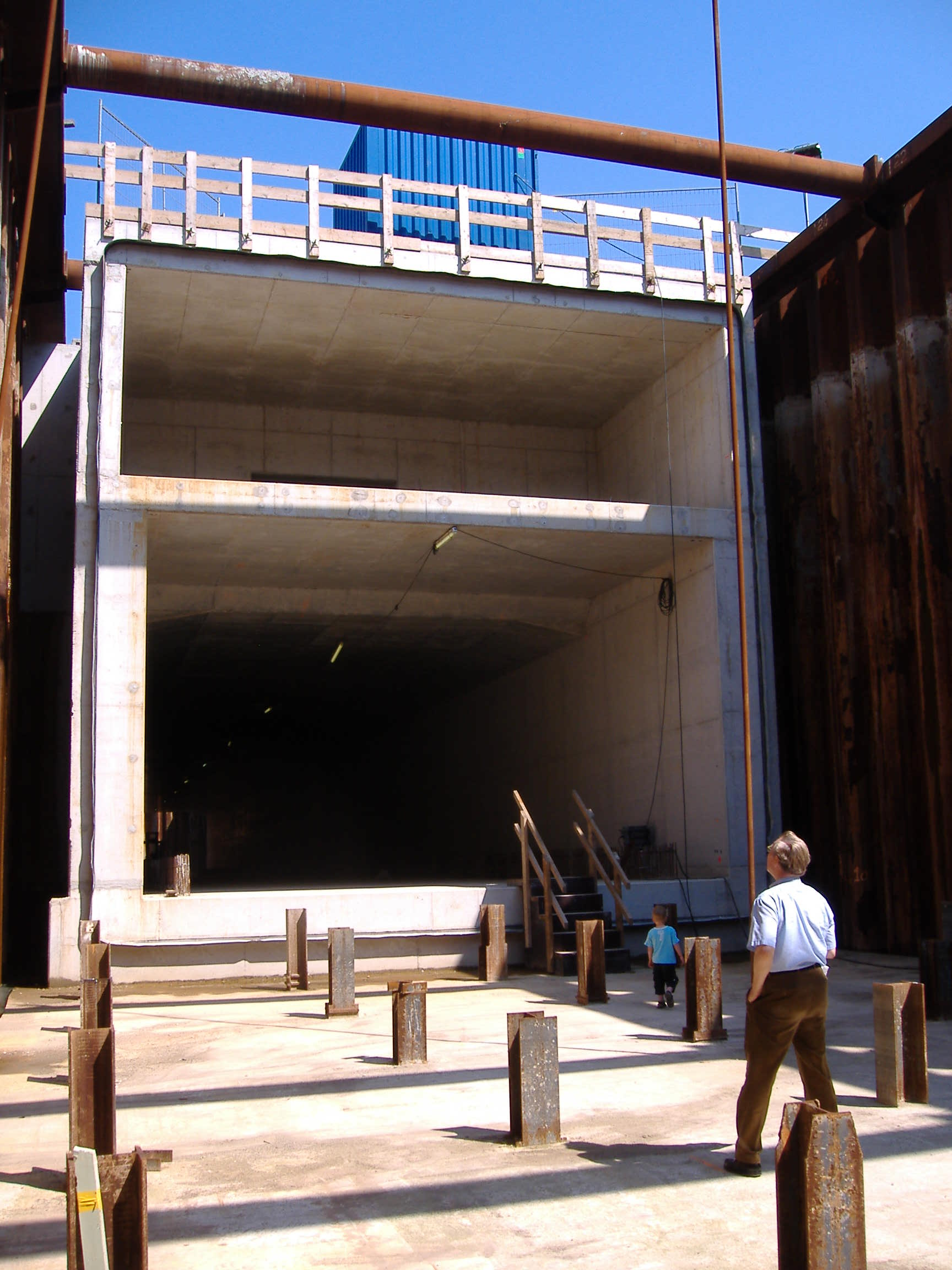
Tunnelelement vlak ten Noorden van station Europaplein, juni 2007.

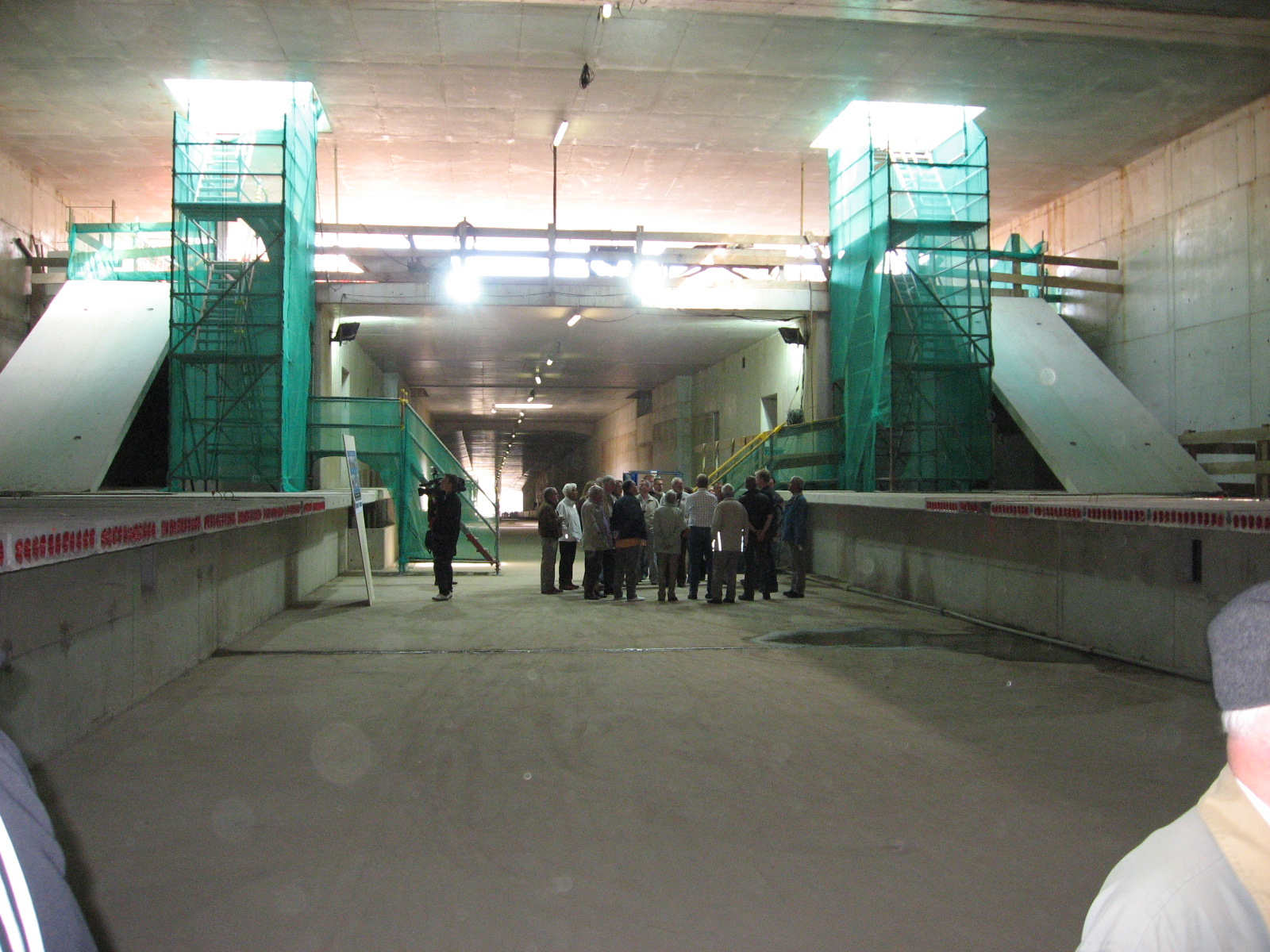
Ruwbouw van station Europaplein, 6 juni 2009.

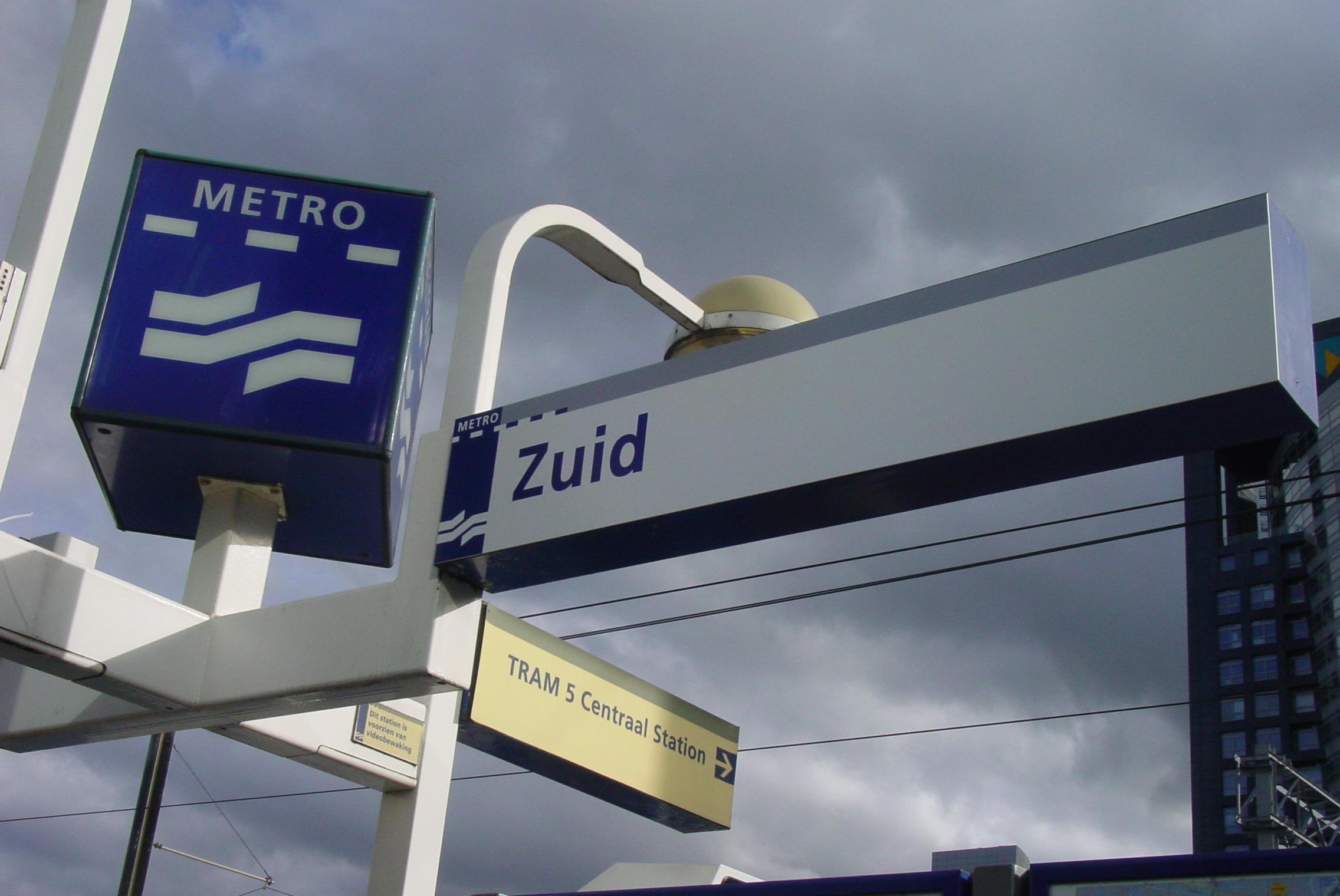
Station Amsterdam Zuid, eindpunt van de Noord/Zuidlijn.

Een Noord/Zuidlijn komt al voor in het Plan Stadsspoor uit 1968. Destijds besloot men te beginnen met de bouw van de huidige Oostlijn. Wegens grote maatschappelijke weerstand die onder andere uitmondde in de Nieuwmarktrellen in 1975 en overschrijdingen van het budget besloot de gemeente Amsterdam in 1975 dat er na de Oostlijn geen kilometer metrolijn meer bijgebouwd zou worden. Tegenstanders van de metrolijn waren bang voor budgetoverschrijdingen en verzakkingen in het centrum van Amsterdam. Het woord 'metro' was na 1975 lange tijd taboe in Amsterdam.

### Referendum
Eind jaren tachtig werd er op initiatief van D66 toch weer onderzoek naar de haalbaarheid van een Noord/Zuidlijn gedaan. Uiteindelijk resulteerde dit in een Raadsbesluit op 27 november 1996, waarna een volksraadplegend referendum plaatsvond op 25 juni 1997. Voor het referendum kwamen 123.198 stemmers opdagen, waarvan 79.861 (64,8%) tegen de komst van de lijn stemden; 42.961 kiezers stemden vóór aanleg. De uitslag werd niet als bindend erkend, omdat het aantal nee-stemmers volgens de referendumverordening groter had moeten zijn dan de helft + 1 van het aantal stemmers bij de laatste gemeenteraadsverkiezing. Dat betekende dat alleen met minimaal 154.935 tegenstemmers de bouw had kunnen worden tegengehouden. Nu dat aantal niet was gehaald, kon de bouw van de lijn wat de democratische rechtsgang betrof doorgaan. In juli 1997 werd de vereniging 'De Bovengrondse' opgericht, die door onder meer het voeren van juridische procedures probeerde de aanleg van de lijn alsnog te verhinderen. In 1998 presenteren bewoners van Amsterdam een rapport van de hand van weg- en waterbouwkundige Cor Schiebroek. Schiebroek stelt dat alle panden langs de lijn nieuwe fundering nodig hebben om schade te voorkomen. Volgens het gemeentelijk projectbureau is dat bij 90 tot 95 procent van de panden niet nodig, bij zo'n 5 tot 10 procent van de panden langs het tracé verwacht het projectbureau verzakkingen van maximaal 1 tot 2 centimeter, daar worden de funderingen versterkt.

### Proeven
Met de Noord/Zuidlijn wordt voor het eerst in Amsterdam een tunnel geboord in plaats van afgezonken. Voordeel van een boortunnel is dat de bovengrondse bebouwing er niet voor hoeft te worden gesloopt. Omdat er twijfels waren of de slappe ondergrond van Amsterdam geschikt was voor deze techniek vonden er vanaf 1997 tot en met 2002 proeven plaats. Deze proeven vonden plaats in Amsterdam, bij de Tweede Heinenoordtunnel en langs de Betuweroute in opdracht van het projectbureau Noord/Zuidlijn onder leiding van technisch directeur Johan Bosch. Het Centrum Ondergronds Bouwen begeleidde de proeven. De proeven moesten aantonen wat er gebeurt als een tunnelboormachine funderingspalen van historische panden passeert. Als er zettingen (verzakkingen) zijn moet dat namelijk worden opgevangen door de grond onder de panden in te spuiten met een mengsel van specie en water waardoor de grond steviger wordt. Er was onenigheid onder deskundigen over de voorspellende waarde van de proeven voor de Amsterdamse binnenstad. Technisch directeur Johan Bosch rapporteerde desondanks in 2000 aan de gemeenteraad dat versteviging van de grond goed mogelijk zou zijn met injecties.
In september 2002 meldde wethouder Geert Dales de Raad dat de proeven met injecties weliswaar waren mislukt, maar dat de methode toch gebruikt kon worden in Amsterdam. In 1998 vond in Amsterdam ook een proef plaats met het maken van diepwanden in de slappe ondergrond. Tot het storten van het beton verliep de proef naar wens, maar bij het storten van het beton bleek het beton de slappe veenlaag weg te drukken waardoor de omliggende grond omhoog kwam. Dit werd beschreven in een rapport gericht aan het projectbureau Noord/Zuidlijn, het college van B&W en de auditcommissie Noord/Zuidlijn. De auditcommissie had zichzelf echter opgeheven vóór uitkomst van het rapport omdat het projectbureau Noord/Zuidlijn 'toch alle adviezen negeert', aldus de auditcommissie. B&W en het projectbureau Noord/Zuidlijn meldden de gemeenteraad dat met de proeven alles gedaan is om risico's te minimaliseren. De Raad moest bij gebrek aan technische kennis op de informatie van het projectbureau en de verantwoordelijk wethouder Geert Dales varen.

### Raad gaat akkoord met aanleg
In oktober 1999 stemde de Tweede Kamer in met de aanleg van de Noord/Zuidlijn. De Kamer ging ook akkoord met de subsidie-aanvraag van Amsterdam en zegde toe 2,1 miljard gulden bij te dragen aan de bouw. Kostenoverschrijdingen zouden echter voor rekening van de gemeente Amsterdam zijn. Op 9 oktober 2002 nam de gemeenteraad het definitieve besluit tot aanleg van de lijn. De raad stemde in met de nieuwe metrolijn met 29 stemmen voor en 14 tegen. De gemeente Amsterdam ging er toen nog van uit dat de aanleg de gemeente 317 miljoen euro zou gaan kosten en dat de lijn in 2011 zou worden opgeleverd. Met de daadwerkelijke aanleg werd begonnen in april 2003.

### Centraal Station en de metro
Vooral de doorgang van de metro onder het Centraal Station van Amsterdam was een bouwonderneming die zowel op technisch als op planmatig gebied haar gelijke niet kent. Omdat het station van Pierre Cuypers een rijksmonument is, mochten de bouwwerkzaamheden geen schade aan het gebouw veroorzaken. Om toch de metrolijn en het metrostation eronder aan te kunnen leggen, is gebruikgemaakt van een aantal innovaties op het gebied van funderingstechnieken en ondergronds bouwen. De oude, houten funderingspalen zijn over een grote breedte verwijderd en vervangen door een betonnen tafelconstructie. Onder de perrons rust deze op twee buispaalwanden met elk een diameter van 1,80 m. De buispaalwanden werden aangebracht door middel van verticale microtunnelingtechniek. Onder het stationsgebouw rust de tafelconstructie op twee sandwichwanden, elk bestaande uit dubbele rijen Tubexpalen met daartussen groutkolommen, met een totale dikte van meer dan twee meter. Deze uitzonderlijke dikte is benodigd om voldoende stijfheid te kunnen garanderen om beschadigingen aan het gebouw te voorkomen.
Nadat de tafelconstructie voltooid was, kon de grond eronder worden afgegraven. Daarna werd de bouwput onder water gezet, en werd het tunnelelement van 140 meter lengte vanaf het IJ ingevaren. Vervolgens werd het element afgezonken naar een diepte van 14 meter onder NAP, de hoogte van de perrons. Nadat dit alles was volbracht werd de bouwput weer waterdicht gemaakt en werd aansluiting met de drie afzinkcaissons onder het stationsplein gemaakt.

## Kenmerken

### Tracé
De metrolijn heeft een lengte van 9,7 kilometer, waarvan 7,1 kilometer ondergronds. De reistijd van station Noord naar station Zuid is 15 minuten, tussen Noord en Centraal Station 4 en tussen Centraal Station en Zuid 11 minuten. De lijn begint bovengronds in Amsterdam-Noord en gaat onder het IJ en het Centraal Station door. Daarna loopt het tracé door een geboorde tunnel via het Damrak, de Dam, het Rokin, de Vijzelstraat, de Vijzelgracht, de Ferdinand Bolstraat en de Scheldestraat. Vanaf het Europaplein is de tunnel in openbouwwijze aangelegd. Voor de RAI langs loopt de metrolijn nog ondergronds, waarna de Noord/Zuidlijn weer boven de grond komt in de middenberm van de Ringweg Zuid (Rijksweg 10), tussen het nieuwe station Europaplein en metrostation Zuid / treinstation Amsterdam Zuid. Bij Station Zuid sluit de metro aan op het bestaande netwerk (lijnen 50 en 51).
In vroege plannen was sprake van een doorgaande dienst over de Noord/Zuid- en Amstelveenlijn onder het lijnnummer 58. Die ambitie is in 2011 opgegeven. Een metro aftakking richting Amstelveen is niet meer mogelijk vanwege de aanleg van een verdiepte rondweg A10, met daarop gebouwd een veel groter Station Zuid. In plaats van een metroverbinding naar Amstelveen wordt de Amstelveenlijn omgebouwd tot een 'hoogwaardige' tramlijn hoewel het eerder wenselijk werd bevonden om de Noord/Zuidlijn en de Amstelveenlijn samen te voegen in het kader van ontvlechting van het metronet.

### Techniek
De totale lengte van de boortunnel is 3,8 kilometer, of 3,1 kilometer als de ondergrondse stations Rokin, Vijzelgracht en De Pijp niet meegerekend worden. Het tracé is zo gekozen dat de tunnelboormachines grotendeels het bestaande stratenpatroon volgen en dus zo min mogelijk onder bebouwing zouden boren.
Voor de stroomvoorziening was oorspronkelijk een bovenleiding voorzien, maar B&W van Amsterdam hebben uiteindelijk toch besloten dat de Noord/Zuidlijn, net als de bestaande metrolijnen, voeding krijgt via een derde rail.
De energievoorziening, beveiliging en andere installaties van de Noord/Zuidlijn worden geregeld vanuit het Sein- Energie en Telecomgebouw, binnen de Amsterdamse Dienst Metro en GVB afgekort tot SET-gebouw, dat op de middenberm van de Ringweg A10, ten westen van het metrostation RAI van Ringlijn 50 is gesitueerd.
Op het dak van dit gebouw, waarvan de gevels zijn opgetrokken uit een beplating van cortenstaal, is de groene berm van de A10 voortgezet door toepassing van een vegetatiedak. Het SET-gebouw is ontworpen door het Amsterdamse architectenbureau Mopet en werd in 2014 opgeleverd.

## Stations
in Amsterdam-Noord
- Noord (ND) (tot 2012: Buikslotermeerplein)
- Noorderpark (NDP) (tot 2012: Johan van Hasseltweg)[22]

in Centrum
- Centraal Station (CS) (overstapmogelijkheid op landelijk spoornet en metro- en tramnet van het GVB)
- Rokin (RKN)
- Vijzelgracht (VZG)

in Zuid
- De Pijp (DPP) (tot 2012: Ceintuurbaan)
- Europaplein (EPP)
- Station Zuid (ZD) (overstapmogelijkheid op Schiphollijn Schiphol – Weesp en metro- en (snel)tramnet van het GVB)

Bij de Sixhaven in Amsterdam-Noord, tussen Centraal Station en Noorderpark, is een toekomstig metrostation Sixhaven mogelijk.
De zeven nieuwgebouwde metrostations zijn ontworpen door het Amsterdamse architectenbureau Benthem Crouwel.

## Problemen
Oorspronkelijk voorzag men een opening van de lijn in 2011, maar als gevolg van verschillende tegenvallers, waaronder problemen bij de werkzaamheden onder het Centraal Station, is de verwachte oplevering enkele malen uitgesteld. Uiteindelijk werd de lijn in 2018 voltooid. Daarnaast werden de kosten voor de gemeente Amsterdam nu drie keer zo hoog als oorspronkelijk begroot (in plaats van 300 miljoen euro nu 900 miljoen euro). Deze extra kosten komen allemaal voor rekening van de gemeente Amsterdam. Inmiddels drukt de Noord/Zuidlijn flink op de begroting van andere kostenposten in de stad.
Verreweg de meeste problemen rond de bouw ontstonden door lekken in damwanden en diepwanden. Door deze lekken spoelde grondwater de bouwputten binnen. Dit grondwater spoelde grond mee, waardoor wegen en huizen in de buurt van de bouwputten verzakten, zoals aan de Nieuwe Leeuwarderweg in Amsterdam-Noord in augustus 2008. Ook elders in de stad deden zich verzakkingen voor, bijvoorbeeld bij het Centraal Station en het Damrak. Het meeste nieuws genereerden verzakkingen aan de Vijzelgracht. In oktober 2004 deden zich in de buurt van de Vijzelgracht de eerste verzakkingen voor; destijds verzakten zeven panden zo'n 2,5 centimeter. Volgens de Noord/Zuidlijn was dat de kritieke grens. Op 19 juni 2008 verzakten vier monumentale panden 15 centimeter door een lek in de diepwand. De werkzaamheden werden op 23 juni stilgelegd.
Op 9 september 2008 werden de werkzaamheden rond het station Vijzelgracht hervat. De gemeente en het projectbureau hadden onderzoek laten doen en volgens hen was het veilig om verder te werken. In de vroege avond van 10 september bleken echter weer panden te verzakken. Ditmaal verzakten zes panden binnen een paar uur meer dan twintig centimeter met een maximum van 23 centimeter. De oorzaak was wederom een lek in een diepwand. Volgens omwonenden was de overheid slecht bereikbaar, verantwoordelijk wethouder Tjeerd Herrema kwam pas na uren ter plaatse. De bewoners waren niet te spreken over het optreden van de politie die hen beval hun woningen te verlaten zonder ook maar iets mee te kunnen nemen en zonder dat zij uitleg kregen. Wethouder Herrema sprak later over een misverstand aangaande het optreden van politie. De bewoners werden ondergebracht in hotels.
In januari 2009 meldde een chauffeur die beton leverde voor de diepwanden bij station Vijzelgracht aan de pers dat er gewerkt was met beton dat al uren over de houdbaarheidstijd heen was. Hierdoor was de kwaliteit van het beton slecht en de wanden bros. Het door de gemeente Amsterdam ingehuurde onderzoeksbureau Deltares vond al in 2008 114 zwakke plekken en een gat in de betonnen diepwanden van de Vijzelgracht. Volgens Deltares waren die zwakke plekken onder andere veroorzaakt door het gebruik van slecht en vervuild beton en slechte wapening.
In december 2008 publiceerde NRC Handelsblad een artikel waaruit bleek dat de gemeente de kosten bewust lager had geschat door gebruik te maken van meer stelposten dan verwacht mocht worden – stelposten werden namelijk ook aangewend voor elementaire werkzaamheden waarbij de kosten berekend konden worden. Dit was de gemeenteraad niet verteld.

### Dodelijk ongeval
Op 20 december 2007 kwam een 33-jarige automobilist om het leven toen die op de Nieuwe Leeuwarderweg reed en een gedeelte van een damwand op zijn auto viel. Volgens de Arbeidsinspectie was de plaat niet goed bevestigd aan de kraan. Er hadden twee kettingen gebruikt moeten worden in plaats van één, en bovendien was deze ketting te hoog bevestigd.

### Kosten
Volgens de oorspronkelijke plannen in 1996 zou de Noord/Zuidlijn in 2005 klaar zijn en 1,5 miljard gulden kosten. Ten tijde van het besluit om de Noord/Zuidlijn daadwerkelijk aan te gaan leggen in 2000 was de begroting gestegen tot 2,45 miljard gulden waarvan 2,1 miljard door de rijksoverheid zou worden bijgedragen. Door tegenvallers is door de jaren heen de opleverdatum meermaals verschoven naar 2018 en zijn de kosten gestegen tot ruim 3,1 miljard euro. De vertraging en extra kosten zijn vooral ontstaan door technische tegenslagen in de binnenstad; de aanleg van de diepgelegen stations onder het Rokin, de Vijzelgracht en de Ferdinand Bolstraat kosten fors meer dan begroot.
Van de 1,46 miljard euro zou Amsterdam 317 miljoen euro voor zijn rekening nemen, het Rijk zou de rest betalen. In 2008 lag de eigen bijdrage van de gemeente Amsterdam rond de 900 miljoen euro. De rijkssubsidie is begrensd, alleen voor inflatie wordt extra uitgekeerd. Onvoorziene omstandigheden zijn voor rekening van de gemeente. Bij niet-voltooiing moest Amsterdam de rijkssubsidie terugbetalen (een bedrag van meer dan 1 miljard euro).

### Aftreden Herrema en commissie-Veerman
De bouw van de Noord/Zuidlijn bereikte op 19 februari 2009 een nieuw financieel en bestuurlijk dieptepunt. De extra kosten voor de metrobouw blijken nog eens 290 miljoen euro te bedragen, boven op de 2,1 miljard euro waarop de metrobouw inmiddels al was begroot, hiermee werd het totale bedrag 2,4 miljard euro. De geplande bouwtijd werd weer met twee jaar verlengd, zodat de lijn naar verwachting in 2017 zou worden voltooid. Uiteindelijk werd de opening uitgesteld tot 22 juli 2018.
Wethouder Tjeerd Herrema kon onder deze omstandigheden niet aanblijven en trad af op 19 februari 2009. In maart 2009 werd Herrema opgevolgd door Hans Gerson, die daarvoor directeur was van de haven van Amsterdam. Drie dagen na het aftreden van Herrema, op 22 februari 2009, werd de voormalige Amsterdamse wethouder Geert Dales aan de tand gevoeld in het programma Buitenhof. Geert Dales was verantwoordelijk wethouder in 2002, het jaar waarin de gemeenteraad van Amsterdam akkoord ging met de aanleg van de Noord/Zuidlijn. Dales zei nog steeds achter die beslissing te staan, hij zei zich niet verantwoordelijk te voelen voor hetgeen er sindsdien was misgegaan. Volgens Dales waren de missers tijdens de bouw vooral aan de aannemer te wijten.
Eveneens in februari 2009 werd een commissie ingesteld onder leiding van oud-minister Cees Veerman, om te onderzoeken hoe Amsterdam verder moest met de bouw van de metro: helemaal stoppen, deels stoppen of afbouwen. Gedurende het onderzoek lag de bouw vrijwel stil, in ieder geval op de stations Rokin en Vijzelgracht. Evenmin werd begonnen met de boortunnel, in afwachting van de uitkomsten van het onderzoek. De commissie-Veerman presenteerde haar rapport over de Noord/Zuidlijn op 4 juni 2009. De commissie adviseerde Amsterdam om de metrolijn volledig af te bouwen. Volgens het rapport-Veerman was stoppen of alleen de verbinding met Amsterdam-Noord afbouwen geen optie. Dan zou, zo stelde de commissie, tussen de 1,7 en 2 miljard euro voor niets zijn geïnvesteerd. Voortzetting van de bouw moest met extra veiligheidsmaatregelen worden omkleed. Het advies van Veerman werd gesteund door een meerderheid in de Amsterdamse gemeenteraad, de raadsleden van coalitiepartijen PvdA en GroenLinks en van oppositiepartijen VVD en D66 vonden stoppen geen optie, de SP vond het rapport teleurstellend. Veerman becijferde dat het project inmiddels 3,1 miljard euro zou kosten, dat was 500 miljoen euro meer dan de laatste begroting en ruim het dubbele van de raming ten tijde van de start van de bouw in 2002. Veerman adviseerde Amsterdam om nogmaals bij het Rijk en bij de provincie Noord-Holland aan te kloppen. De commissie schatte de opleverdatum rond 2017. Veerman stelde dat bij het boren van de tunnel verzakkingen tot enkele centimeters onvermijdelijk zijn. Volgens de commissie kunnen grotere verzakkingen waarschijnlijk worden vermeden of beperkt. Op basis van dit rapport besloot de Amsterdamse gemeenteraad in juli 2009 dat de bouw door zou gaan.
Intussen was op 3 maart 2009 het Historisch archief van de stad Keulen ingestort als gevolg van tunnelboringen. Daarbij vielen twee doden. De firma Züblin, die ook in Amsterdam met aannemer Dura Vermeer een consortium vormt, was daarbij betrokken. Meerdere bewoners van woningen aan de Ferdinand Bolstraat in De Pijp ontvingen in april 2009 een brief waarin hen werd verzocht hun huis te verlaten bij aanvang van het boren aan de metrotunnel in hun straat. Dit vanwege instortingsgevaar. Volgens het projectbureau was de kans op verzakkingen echter gering. Uiteindelijk is het boren van dit deel probleemloos verlopen.

### Raadsenquête Noord/Zuidlijn
De Amsterdamse gemeenteraad besloot op 11 maart 2009 een raadsenquête in te stellen naar de Noord/Zuidlijn omdat er opnieuw sprake was van een financiële tegenvaller, dit keer van 320 miljoen euro. De enquêtecommissie stond onder leiding van de Amsterdamse CDA-fractievoorzitter Maurice Limmen. De commissie moest antwoord vinden op de vraag hoe het zo ver heeft kunnen komen. De commissie onderzocht het besluitvormings- en uitvoeringsproces en de afspraken die er rond de financiën en risico's zijn gemaakt. Zo wilde de commissie onder andere weten waarom in de contracten met aannemers alle risico's bij de gemeente waren komen te liggen. Mensen die door de commissie gehoord werden zijn onder andere ex-minister Tineke Netelenbos, de ex-wethouders Geert Dales, Tjeerd Herrema, Mark van der Horst, Frank Köhler, Duco Stadig en Ernst Bakker. Ook burgemeester Job Cohen werd ondervraagd. Voorts werden een aantal (ex-)ambtenaren gehoord. Limmen verwachtte bij aanvang in het najaar van 2009 de enquête af te ronden.
Op 22 april 2009 vertelde voormalig wethouder Tjeerd Herrema in een interview in EenVandaag dat het budget voor de metrolijn van meet af aan te krap was, dit zou gedaan zijn om de 'lijn er politiek door te drukken'. Ook stelde Herrema dat er bij de aanvang van het project te weinig onderzoek was gedaan naar het effect van boringen in slappe grond onder een monumentale stad. Met deze uitspraken haalde Herrema zich de woede van Geert Dales op de hals die het optreden van Herrema 'buitengewoon dom' noemde. Volgens Dales was Herrema verantwoordelijk voor de puinhoop aan de Vijzelgracht en moest hij zijn beschuldigingen aan het adres van Dales maar voor de enquêtecommissie hard maken.
De openbare verhoren in het kader van de raadsenquête startten op 14 september 2009 en duurden tot eind september. De getuigen spraken al direct hun verbazing uit over de hoge stelposten bij de begroting van de Noord/Zuidlijn. Deze stelposten waren risico's voor rekening van de gemeente Amsterdam. De stelposten waren zo'n 8 keer hoger dan gebruikelijk bij bouwprojecten. In aanloop naar de raadsenquête en tijdens de enquête zelf, uitten steeds meer politici kritiek op voormalig wethouder Geert Dales. Dales loodste als verantwoordelijk wethouder het besluit om de nieuwe metrolijn aan te leggen door de gemeenteraad, hij vertelde de raad toentertijd dat de aanleg van de metro circa 1,4 miljard euro zou kosten. Die kosten waren ten tijde van de enquête opgelopen tot meer dan 3 miljard euro. Volgens gemeenteraadsleden had Dales de raad met opzet verkeerd voorgelicht. Dales was het niet eens met deze kritiek en vroeg de enquêtecommissie onderzoek te doen naar de kritiek die de raadsleden op hem hadden. Een dergelijk onderzoek behoort niet tot de taken van de commissie. Dales werd 18 september 2009 gehoord door de commissie, volgens Dales had hij de gemeenteraad in 2002 altijd volledig en intensief geïnformeerd.

### Discussie over wel of niet doorgaan
Met de steeds groter wordende technische, financiële en bestuurlijke problemen laaide de discussie op over het wel of niet (af)bouwen van de Noord/Zuidlijn en dan met name de boortunnel tussen Centraal Station en Europaplein. Ook het instorten van het Historisch archief van de stad Keulen vergrootte in Amsterdam het besef van de risico's op verzakkingen.
Op 10 december 2009 presenteerde actrice Nelly Frijda de politieke partij Red Amsterdam die ze met advocate Nelleke van 't Hoogerhuijs had opgericht. De partij, die meedeed aan de gemeenteraadsverkiezingen van 2010, had als belangrijkste programmapunt het stopzetten van de aanleg van de Noord/Zuidlijn. De partij wist een zetel te bemachtigen die door Frijda werd ingenomen.

#### Argumenten voor doorgaan
- De metrolijn is een belangrijke vervoerverbinding die Amsterdam in de toekomst hard nodig heeft.
- De metrolijn is belangrijk als sturend element in de Ruimtelijke Ordening in Amsterdam.
- Er is al een miljard euro geïnvesteerd, dit geld zou weggegooid zijn als de bouw niet wordt voltooid.
- De bouw van de metrolijn in Amsterdam-Noord is al vergevorderd.[57]
- Er wordt ervaring opgedaan met het boorproces in de slappe bodem onder Amsterdam.
- De subsidie van de rijksoverheid moet de gemeente teruggeven als de metrolijn wordt geannuleerd

#### Argumenten voor stoppen
- Het boren van een tunnel onder de historische binnenstad levert te veel risico's op voor historische gebouwen. In een bericht in Het Parool[58] is sprake van risico's voor het Centraal Station, de Beurs van Berlage, het Paleis op de Dam, de Munttoren, de ambtswoning van de Burgemeester, het Stadsarchief en het Maison Descartes.
- Het graven van tunnelbakken voor de stations leidt tot verzakkingen in gebouwen (onder andere Vijzelgracht).
- De kosten rijzen de pan uit, en worden twee keer zo hoog als begroot.
- Met de bestaande tramlijnen kan het vervoer in de binnenstad ook worden verwerkt.

Een mogelijkheid zou zijn alleen het gedeelte tussen Amsterdam-Noord en Centraal Station (eerst) af te bouwen en dan later te beslissen over het vervolg van het traject, doorbouwen of niet.

## Prognoses reizigersaantallen
Niet alleen de financiële en technische gevolgen van de bouw van de Noord/Zuidlijn blijken te optimistisch te zijn ingeschat, maar dat bleek in maart 2009 ook te gelden voor de prognose van het verwachte aantal reizigers. Werd er bij de besluitvorming voor de Noord/Zuidlijn nog uitgegaan van 200.000 reizigers per dag, gebleken is dat deze cijfers gebaseerd waren op een tot in het centrum van Amstelveen doorgetrokken Noord/Zuidlijn. Op dit getal was ook de toezegging van de toenmalige minister van Verkeer en Waterstaat, Tineke Netelenbos, gebaseerd om de Tweede Kamer in 1999 te doen instemmen met een bijdrage van (omgerekend) 1,1 miljard euro. Deze verlenging naar Amstelveen zou zeker gedurende de eerste tien jaren van deze metrolijn nog niet operationeel zijn, als dit er al van zou komen.
Voor het eindpunt Station Zuid zou toen een prognose van 160.000 reizigers per dag realistischer zijn geweest. In maart 2009 werd uitgegaan van 185.000 reizigers per dag tussen Amsterdam-Noord en Station Zuid in 2020. Omdat bij Station Zuid geen extra wissels zijn voorzien is het twijfelachtig of dit aantal wel verwerkt zou kunnen worden. Volgens de huidige stand van zaken zou slechts één perronspoor voor de Noord/Zuidlijn op Station Zuid beschikbaar komen.
De optimistische bewering dat de Noord/Zuidlijn de drukste railverbinding in Nederland zal worden blijkt ook onzeker, daar de verbinding Amsterdam Centraal – Amsterdam Sloterdijk (op zes sporen) wellicht meer reizigers blijft vervoeren: in maart 2009 al 125.000 reizigers per dag en voor 2020 is er een prognose van 185.000 reizigers per dag.
Eind 2014 werd de prognose bijgesteld naar 137.000 reizigers. Dit is een derde minder dan de oorspronkelijke prognose van 200.000 reizigers. De nieuwe metrolijn zal niet zo veel extra reizigers voor het GVB opleveren als eerder gedacht. De groei zal hoofdzakelijk komen van overstappers van streekbus, bus en tram. Dit zijn geen nieuwe reizigers, maar extra ritten als gevolg van extra overstappen.
Het verwachte aantal reizigers is in december 2015 weer naar beneden bijgesteld. De gemeente verwacht nu dat 121.000 mensen dagelijks met de nieuwe metrolijn zullen reizen. Dat zijn er 16.000 minder dan het laatst gemelde cijfer. De nieuwe verlaging hangt samen met de ingebruikname van een nieuw rekenmodel, de economische crisis en het groeiend aantal fietsers. Vervoersdeskundige Guido Bruggeman plaatste in juni 2015 in Het Parool al vraagtekens bij de toen nog geldende prognose van 137.000 reizigers: "Ik denk dat het er maximaal 100.000 zullen zijn". In september 2018, twee maanden na de opening van de Noord /Zuidlijn, waren er gemiddeld 84.000 reizigers per dag.

### Afbouw

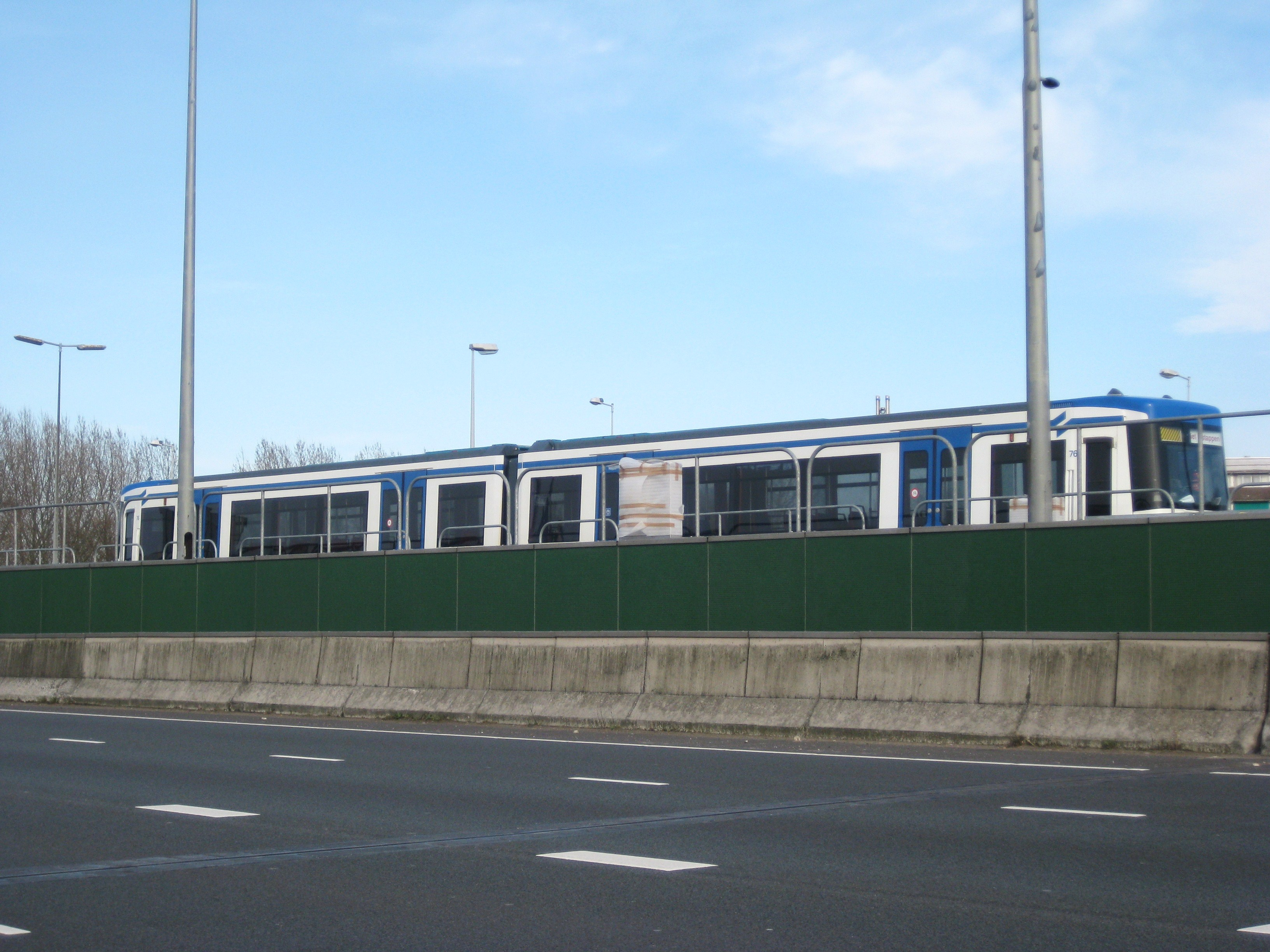
M4-stel 76 als eerste metrostel op rails in Amsterdam-Noord, 11 april 2015.

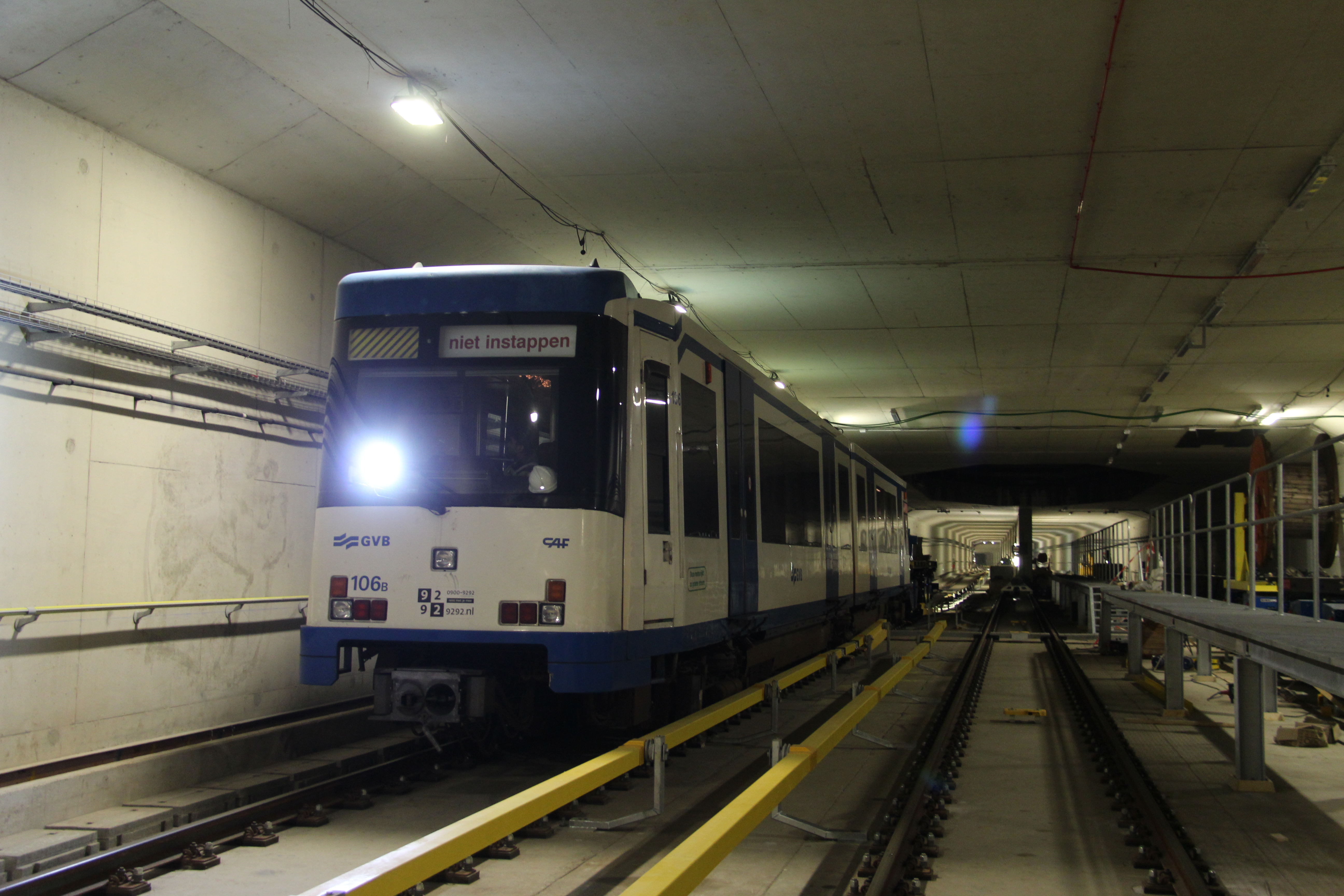
Metrostel 106 (type M4) tijdens een proefrit te Sixhaven, 30 oktober 2015.

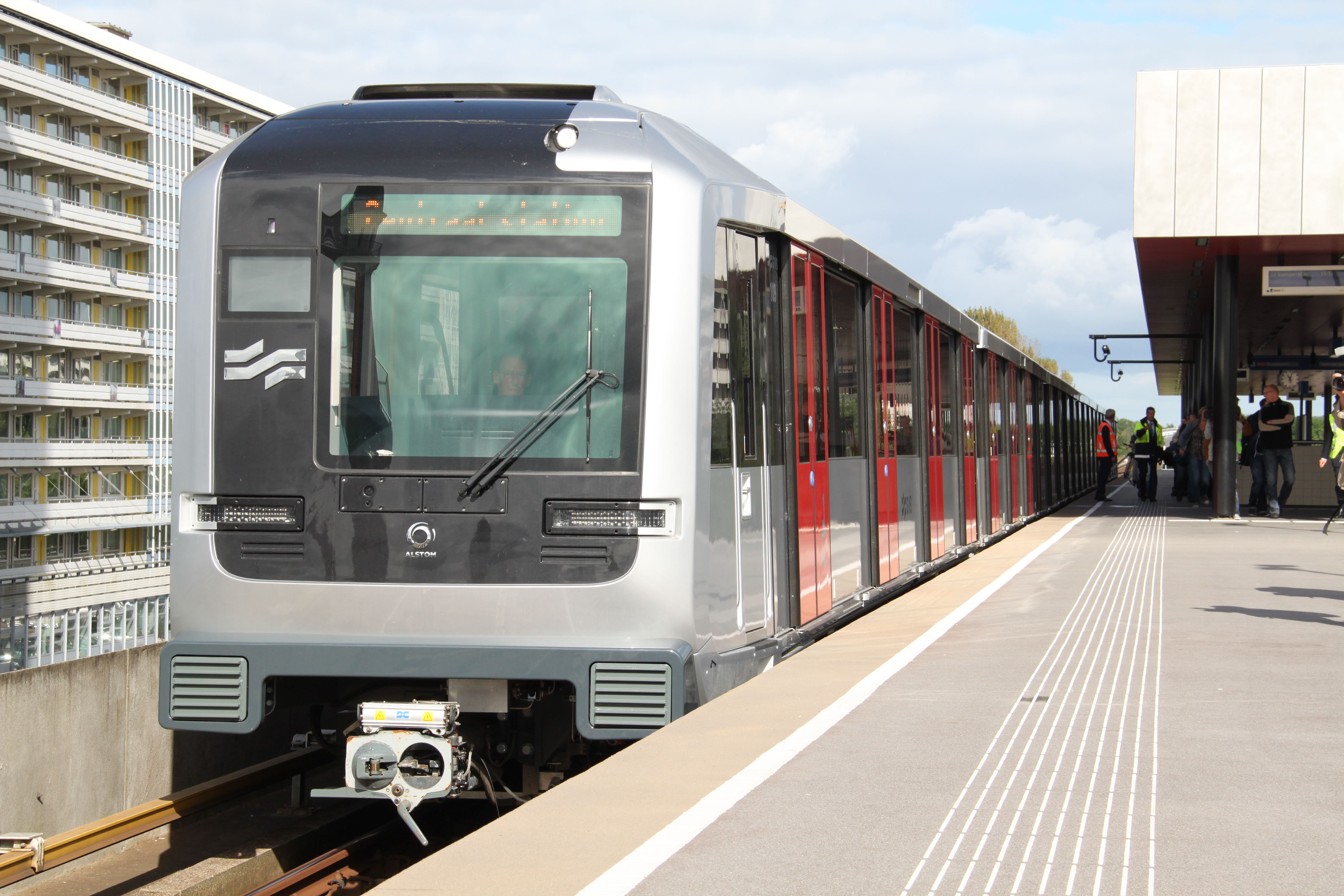
De nieuwe metrotreinstellen type M5 rijden vanaf 2018 (ook) op de Noord/Zuidlijn.

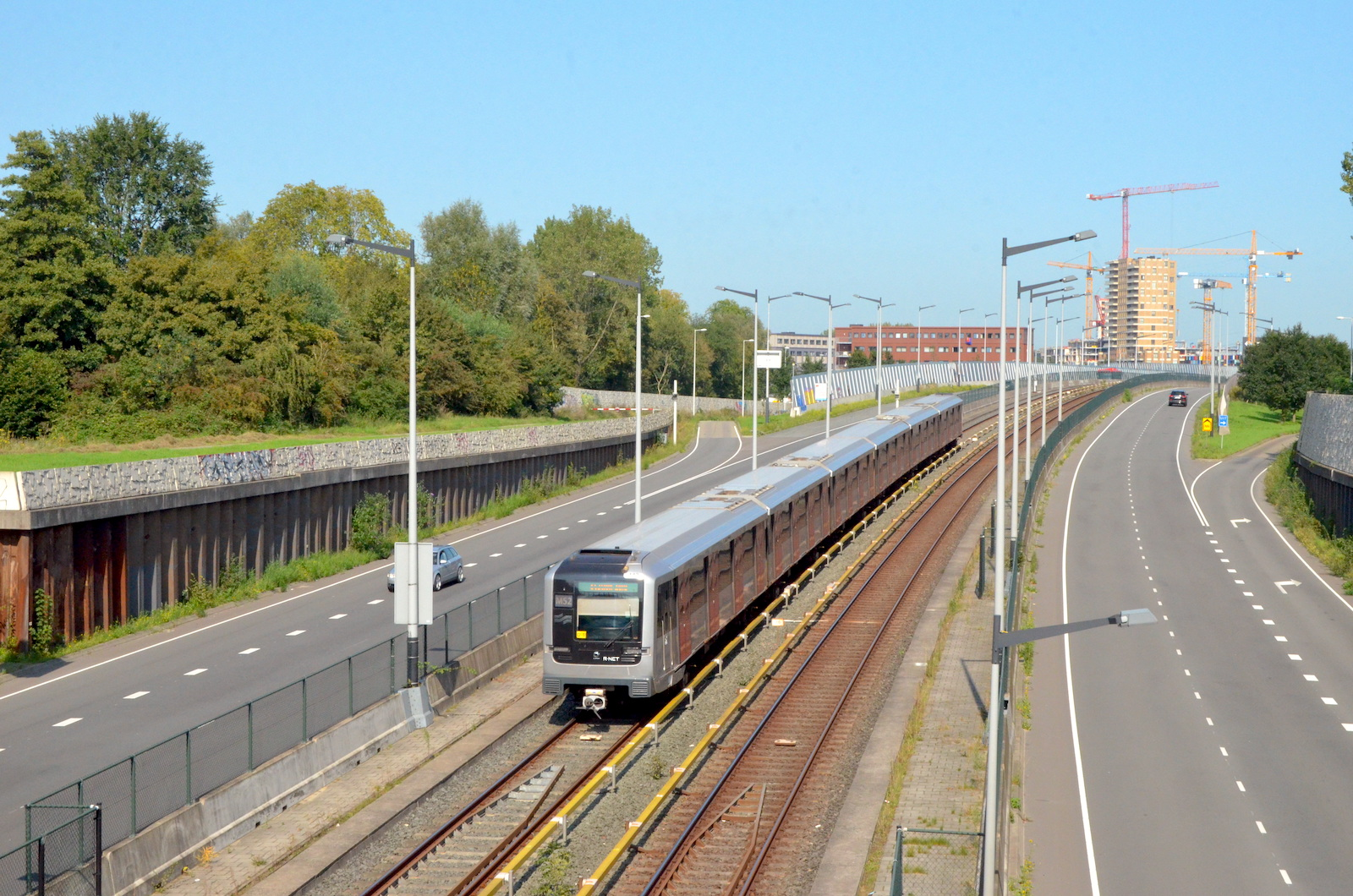
Metrotrein op de Noord/Zuidlijn op de middenberm van de Nieuwe Leeuwarderweg ter hoogte van de Buiksloterdijk; 14 september 2020.

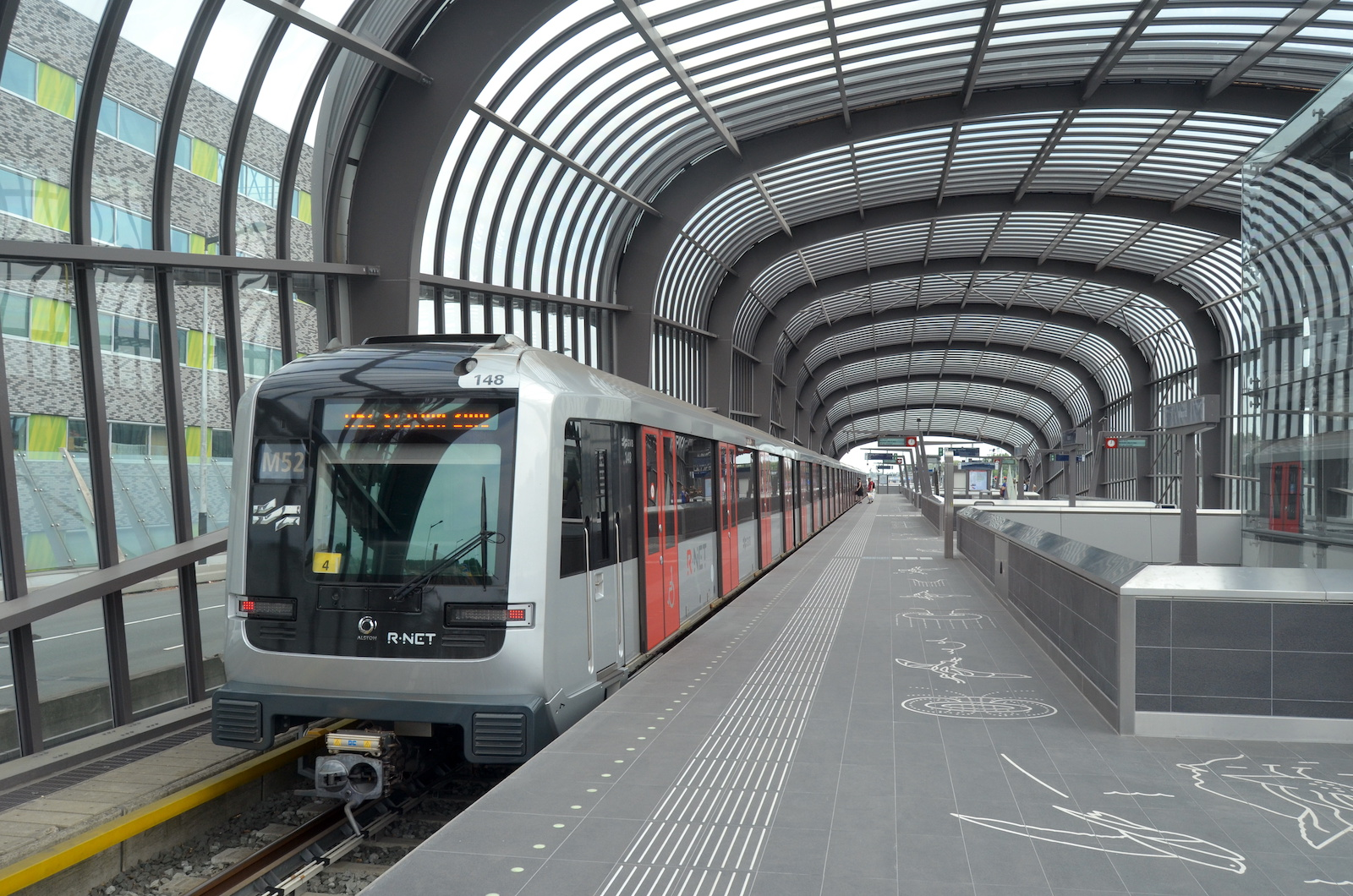
Metrotrein op de Noord/Zuidlijn in Station Noord op de eerste dag van exploitatie; 22 juli 2018. Foto: Erik Swierstra.

Begin 2013 kwam de metrolijn in de afbouwfase. In juli 2013 zijn de sporen vanaf station Noorderpark richting station Noord en op het opstelterrein ten noorden van station Noord inmiddels zo goed als af. In augustus werd begonnen met de kap van station Noord en de afbouw van station Noorderpark. Ook begon men in juni 2013 met het zogenaamde 'paveren'. Hiermee wordt de toekomstige betonlaag gestort waaraan de rails worden bevestigd. Dit proces vindt langzaam vanaf station Noorderpark door de gehele tunnel naar zuid plaats. Op 12 juli 2013 begon men met het vol laten lopen van de bouwput in het Open Havenfront. In ongeveer vier dagen was deze bouwput verdwenen en was het originele Open Havenfront bijna hersteld.

### Testfase
In de nacht van 10 op 11 april 2015 werd metrostel 76 (type M4) per vrachtauto naar Amsterdam-Noord overgebracht ten behoeve van de eerste testen van de diverse veiligheids- en andere ICT-systemen die bij deze lijn zullen worden toegepast. Daartoe is het treinstel voorzien van alle benodigde apparatuur en software. Het treinstel maakte in eerste instantie testritten tussen het opstelterrein bij Station Noord en de Sixhaven. Daarbij kon dit nog niet op eigen kracht rijden maar werd voortgetrokken. Daadwerkelijke inzet van dit materieel op de Noord/Zuidlijn na voltooiing is niet voorzien. Eind oktober 2015 werd metrostel 106 (type M4) door een acculocje getrokken vanaf Station Zuid via de tunnel naar Amsterdam-Noord. Dit was de eerste keer dat het hele traject werd bereden. Met dit treinstel worden de installaties van de ondergrondse stations beproefd.
In maart 2016 volgde M5-treinstel 161/162 en werd het testbedrijf uitgebreid, waarbij de metro's op eigen kracht rijden. Dit is ook het materieeltype waarmee de lijn na ingebruikname zal worden bereden. In de loop van 2016 kwam het gehele traject beschikbaar voor testritten.
Tussen 20 april en 31 mei 2018 werden er op de Noord/Zuidlijn testritten met testreizigers gereden. Een testrit duurde vier uur en er waren acht testscenario's.

## Inrichting stations

### Kunstwerken
Op alle nieuwe stations van de Noord/Zuidlijn, van halte Noorderpark tot aan het Europaplein, is een groot kunstwerk te zien, op het Centraal Station zijn er zelfs twee.
De volgende kuntstwerken zijn te zien:
| Station          | Kunstenaar                        | Titel                                                             | Omschrijving                                                                                               |
| ---------------- | --------------------------------- | ----------------------------------------------------------------- | --- |
| Noord            | Harmen Liemburg                   | Flyways                                                           | Ingelegde tegelvloer met tekeningen van diverse trekvogels, bloemen en planten                             |
| Noorderpark      | Persijn Broersen en Margit Lukács | De 7 Poorten                                                      | Bakstenen poorten                                                                                          |
| Centraal Station | Jennifer Tee                      | Tulip Palepai, navigating the river of the world                  | Scan en print van palepai, kleed met ingestoken tulpenblaadjes                                             |
| Centraal Station | David Claerbout                   | Weather Engine                                                    | Videokunstwerk gebaseerd op weersvoorspellingen                                                            |
| Rokin            | Daniel Dewar en Grégory Gicquel   | The crocodile, the melodica, the pike fish, the high heel pump... | Wandmozaïek van archeologische objecten gevonden tijdens de bouw                                           |
| Vijzelgracht     | Marjan Laaper                     | Ramses Shaffy, Levenslijnen                                       | Lichtkunstwerk als metrokaart, die de levenslijnen van Ramses Shaffy uitbeeldt                             |
| De Pijp          | Amalia Pica                       | Sipping colors                                                    | Kleurverloop in aquarel, gescand en op glasplaat gedrukt                                                   |
| Europaplein      | Gerald van der Kaap               | I want a permanent wave                                           | Foto- en tekstkunstwerk op de wanden, geïnspireerd door film noir, en Griekse euromunt verzonken in perron |

### Archeologie
Het bouwen van een metrotunnel met de daarbij behorende stations onder de bodem van de Amstel betekende voor de Amsterdamse archeologen een buitenkans om grootschalig onderzoek te doen. Bij het afzinken van de caissons bij de Nieuwe Brug aan de Prins Hendrikkade en het uitgraven van de grond onder metrostation Rokin werden duizenden vondsten naar boven gehaald. Betroffen de vondsten uit de bodem van het Damrak als gevolg van de eeuwenlange getijdenbeweging (tot 1870) voornamelijk scherven en brokstukken, de vondsten uit de bodem van het Rokin kwamen uit een milieu van langzaam stromend water, waardoor hieruit een ware schat aan archeologische vondsten tevoorschijn kwam. Tussen 2003 en 2010 zijn er meer dan 700.000 objecten opgegraven, die nog jarenlang een bron van onderzoek zijn. De oudste geschiedenis van Amsterdam kan dan ook gedeeltelijk herschreven worden. Van 10 februari tot 1 april 2012 was er in het Allard Pierson Museum in Amsterdam een tentoonstelling over de opgravingen van de Noord/Zuidlijn.
Langs de roltrappen van het metrostation Rokin zijn vitrines waarin een selectie van de archeologische vondsten wordt geëxposeerd die daar in de vroegere rivierbodem zijn gevonden. Deze presentatie bestaat uit twee vitrines, een van 10 meter lang en een van 14 meter lang, beide 3,5 meter breed. De bodem van de vitrines vormt een helling waarop zo’n 8.000 voorwerpen te zien zijn. De vondsten zijn op thema geplaatst. Door ze thematisch te ordenen in plaats van op tijd ontstaan verrassende combinaties van eeuwenoude voorwerpen met hedendaagse objecten. Samen vertellen zij aan de reizende Amsterdammer of bezoeker het verhaal van de stad.

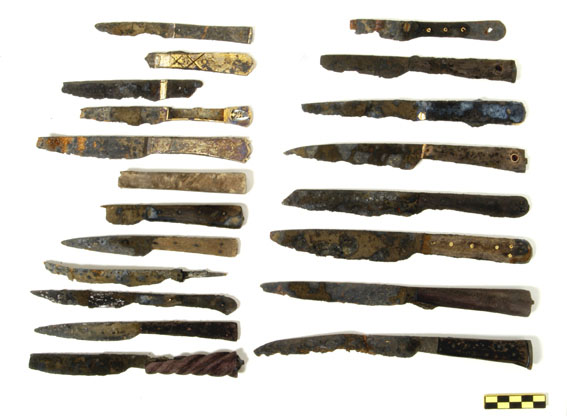
Diverse messen
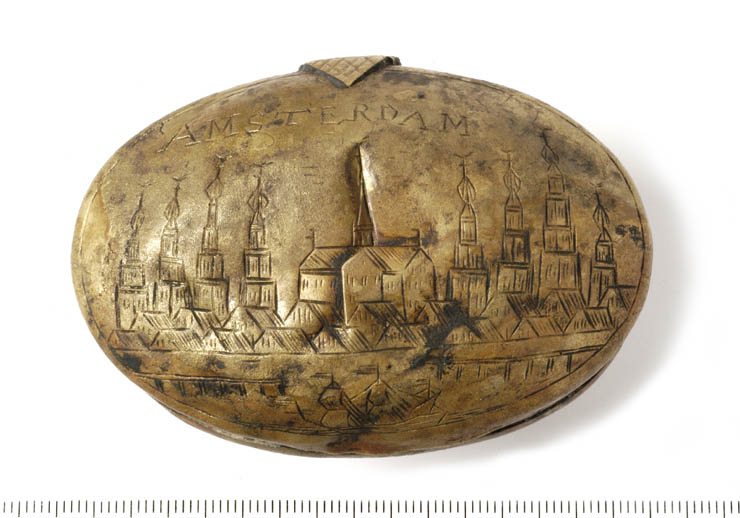
17e-eeuwse tabaksdoos
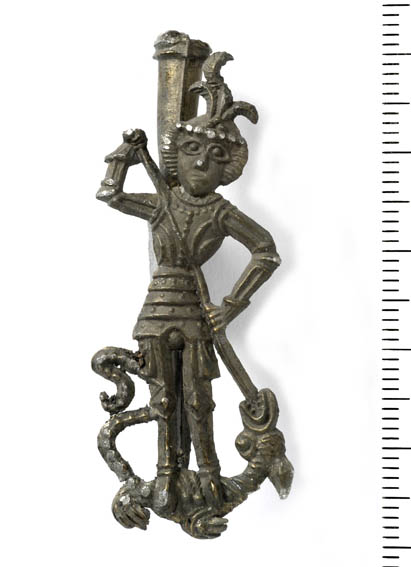
Insigne van schuttersgilde met Sint-Joris en de draak

## Tijdlijn Noord/Zuidlijn
| Datum                        | Beschrijving |
| ---------------------------- | --- |
| 14 december 1988             | D66 Amsterdam oppert een plan voor een nieuwe metrolijn tussen Amsterdam-Noord en Amsterdam-Zuid. |
| 8 oktober 1996               | Het college van B&W stelt de route voor de Noord/Zuidlijn vast, de geraamde kosten zijn 1,5 miljard gulden. Opleverdatum: 2005. |
| 27 november 1996             | De gemeenteraad besluit een raadplegend referendum te organiseren. |
| 25 juni 1997                 | Referendum over Noord/Zuidlijn: 42.961 stemmen voor en 79.861 stemmen tegen. De opkomst is 22% en dat maakt het aantal tegenstemmers te gering. |
| 10 november 1998             | Bewoners langs het tracé laten een rapport opmaken door weg- en waterbouwkundige Cor Schiebroek. Schiebroek stelt dat alle panden langs de lijn nieuwe fundering nodig hebben om schade te voorkomen. Volgens het gemeentelijk projectbureau is bij 90 tot 95 procent van de panden extra fundering niet nodig. Bij de overige panden verwacht het projectbureau verzakkingen van maximaal 1 tot 2 centimeter, die funderingen worden versterkt. |
| 5 oktober 1999               | Tweede Kamer stemt in met aanleg van de Noord/Zuidlijn. Het Rijk draagt 2,1 miljard gulden bij, Amsterdam zal 100 miljoen gulden bijdragen. Alle risico's van het project komen voor rekening van de gemeente Amsterdam. Opleverdatum: 2007. |
| 21 juni 2000                 | De Amsterdamse gemeenteraad geeft groen licht voor de ontwikkeling van plannen voor de Noord/Zuidlijn. Geraamde kosten op dat moment: 1,45 miljard gulden. Opleverdatum: 2008. |
| 9 oktober 2002               | De Amsterdamse gemeenteraad gaat definitief akkoord met de aanleg van de Noord/Zuidlijn met 29 stemmen voor en 14 tegen. Verantwoordelijk wethouder is op dat moment Geert Dales. De geraamde kosten zijn op dat moment 1,46 miljard euro, de kosten voor de gemeente Amsterdam worden geraamd op 317 miljoen euro in plaats van de in 1999 verwachte 100 miljoen gulden. Opleverdatum: 2011. |
| 22 april 2003                | Aanleg Noord/Zuidlijn officieel van start. |
| 29 oktober 2003              | Verzakking tramrails Vijzelgracht, volgens het projectbureau Noord/Zuidlijn is er mogelijk een verband met de bouwput van de Noord/Zuidlijn. |
| 25 februari 2004             | Verzakking brug Stationsplein, volgens het projectbureau Noord/Zuidlijn is er mogelijk een verband met de bouwwerkzaamheden voor de Noord/Zuidlijn. |
| 19 oktober 2004              | Verzakking vier panden aan de Vijzelgracht, de verzakkingen bedragen 1,5 tot bijna 2 centimeter. De oorzaak is een lek in de damwand. |
| 1 maart 2006                 | Noord/Zuidlijn valt weer duurder uit dan geraamd: 14,7 miljoen euro extra kosten. |
| 11 juni 2006                 | Lek in de damwand bij de bouwput in Amsterdam-Noord. |
| 25 juni 2006                 | Lekkage in de bouwput bij het Centraal Station, de oorzaak is een gat in de damwand. |
| 25 september 2006            | Noord/Zuidlijn wordt duurder dan geraamd, totale kosten worden in 2006 geraamd op 1,8 miljard euro. Opleverdatum: 2013. |
| 8 maart 2007                 | Kosten worden opnieuw hoger, totale raming in 2007: 1,9 miljard euro. |
| 20 december 2007             | Een 33-jarige automobilist komt om het leven wanneer een gedeelte van een damwand op zijn auto valt. |
| 17 april 2008                | De kostenraming stijgt naar 2 miljard euro, de kosten voor de gemeente Amsterdam zijn dan opgelopen naar 900 miljoen euro. De opleverdatum verschuift naar 2015. |
| 19 juni 2008                 | Vier panden aan de Vijzelgracht verzakken 5 tot 6 centimeter door een gat in de damwand. Het werk bij de Vijzelgracht wordt stilgelegd. |
| 9 september 2008             | Werkzaamheden aan de Vijzelgracht worden hervat, volgens de gemeente is het veilig. |
| 10 september 2008            | Verzakking zes panden aan de Vijzelgracht, de verzakkingen bedragen 3 tot 23 centimeter. Oorzaak is wederom een gat in de damwand. Werkzaamheden aan de Vijzelgracht en Rokin worden stilgelegd. |
| 8 december 2008              | Metrostations Vijzelgracht en Rokin worden hersteld om verdere verzakkingen te voorkomen, extra kosten: 70 miljoen euro. |
| 19 februari 2009             | De kosten van de Noord/Zuidlijn stijgen met 290 miljoen euro, waarmee er 1,2 miljard euro voor rekening van Amsterdam komt. De opleverdatum verschuift naar 2017. De verantwoordelijk wethouder Tjeerd Herrema treedt af. Er wordt een commissie ingesteld onder leiding van ex-minister Cees Veerman, die gaat onderzoeken hoe het zo ver heeft kunnen komen. |
| 21 februari 2009             | De chauffeur van een betonmixer meldt de pers dat er bij de Vijzelgracht met ondeugdelijk beton is gewerkt. |
| 4 maart 2009                 | De gemeentelijke ombudsman geeft in een rapport een ontluisterend beeld van de organisatie van de metrobouw in Amsterdam. Diverse gemeentelijke diensten en verantwoordelijke politici blijken langs elkaar heen te werken en te veel te vertrouwen op "geen bericht is goed bericht" (Maarten van Poelgeest), terwijl er van alles verkeerd ging. Ook de voorlichting van de bevolking schoot ernstig tekort. Deze was: "Onjuist, onvolledig en dus onbehoorlijk", aldus de ombudsman. |
| 11 maart 2009                | De Amsterdamse gemeenteraad stelt een raadscommissie in die besluitvorming en de gehele (voor)geschiedenis van de Noord/Zuidlijn sinds 1988 gaat onderzoeken. |
| 12 maart 2009                | In de Tweede Kamer wordt een spoeddebat gehouden over een eventuele extra financiële bijdrage voor de Amsterdamse Noord/Zuidlijn. Staatssecretaris Tineke Huizinga houdt de deur op een kier. |
| 13 maart 2009                | Omdat er opnieuw meer niet-ingepland werk blijkt te moeten worden verzet, zoals extra brandwerende voorzieningen in de tunnels, en bovendien de reparatie van de schade aan de Vijzelgracht meer tijd neemt dan voorzien, kan het boorwerk niet meer in 2009 starten, maar pas in 2010. Tevens blijken extra wissels bij Station Zuid om treinstellen te laten keren niet ingepland te zijn. Ook dit leidt weer tot extra kosten. De gemeente moet voortaan met meer realistische inschattingen komen over het verloop van de bouw. Tot nu toe presenteerde Amsterdam een planning die geen rekening hield met 'tijdsrisico's' en andere onzekerheden. Voortaan bevatten de kwartaalrapportages ook een planning die daar wel oog voor heeft, zoals gebruikelijk is bij dit soort grote projecten. |
| 18 maart 2009                | De gemeente meldt optimistisch dat het lijngedeelte in Amsterdam-Noord al bijna klaar is en eind 2010 gereed zal zijn om in gebruik genomen te worden. Men wil onderzoeken of het mogelijk is de dienst tussen Buiksloterplein en Centraal Station al tussentijds te starten. |
| 19 mei 2009                  | Drie monumentenorganisaties, Genootschap Amstelodamum, Bond Heemschut en de Vereniging Vrienden van de Amsterdamse Binnenstad, waarschuwen voor aantasting van nog meer monumenten tijdens het boren van de tunnel door de stad. Volgens Willem van Bennekom, oud-rechter en voorzitter van Amstelodamum: "Wat wij als burgers van de metrobouw merken, is rampspoed op rampspoed" en: "Er is steeds zo veel aan de hand met die metrobouwprojecten! Het zou wonderlijk zijn als wij ons niet ernstig zorgen maakten." Deze organisaties willen dat de risico's voor de Amsterdamse monumenten apart worden geanalyseerd. |
| 4 juni 2009                  | De commissie-Veerman, onder leiding van oud-minister van Landbouw Cees Veerman, presenteert haar resultaten op 4 juni 2009 om 11.00 uur in het stadhuis in Amsterdam. De commissie adviseert de Noord/Zuidlijn geheel af te bouwen. Stoppen van de bouw is 'geen optie', aldus het advies. De kosten worden door de commissie geschat op 3,1 miljard euro, dat is 500 miljoen meer dan de laatste begroting en het dubbele van de raming bij de start van de bouw in 2002. In Den Haag wordt al snel gereageerd dat er geen extra rijksgeld beschikbaar zou komen. |
| 6 juni 2009                  | De jaarlijkse open dag in de bouwputten van de Noord/Zuidlijn trekt circa 25.000 bezoekers. Er vormen zich lange rijen belangstellenden bij de in aanbouw zijnde metrostations. De open dag is een initiatief van de aannemers die aan de metrolijn bouwen, de vereniging van bouw- en infrabedrijven Bouwend Nederland en de gemeente Amsterdam. |
| 8 juni 2009                  | De Amsterdamse SP presenteert een studie voor een 'metrotram', die tussen Amsterdam-Noord en het Centraal Station van het metrotracé gebruik zou maken en dan via een helling bij het 'natte Damrak' zou moeten aansluiten op het bestaande tramnet en bovengronds verder zou rijden naar het Europaplein. Van daaraf zou weer het metrotracé naar Station Amsterdam Zuid gebruikt worden. Hiervoor zouden langere trams, dan het bestaande materieel moeten worden aangeschaft. Nadelen zijn kleinere reizigerscapaciteit en op sommige delen van de lijn langere reistijd. Voordelen van deze oplossing zijn een aanzienlijke kostenbesparing en mogelijke voltooiing in 2013 in plaats van 2017. Ook zouden meer doorverbindingen in de stad en verlengingen naar Molenwijk en Nieuwendam-Noord realiseerbaar zijn. Ook zou een boortunnel in de toekomst alsnog gerealiseerd kunnen worden. De gemeente Amsterdam zegt toe het door technisch bureau TransTec opgestelde rapport te 'zullen bestuderen'. |
| 10 juni 2009                 | Het Amsterdamse gemeentebestuur gaat akkoord met de voorstellen van de Commissie Mertens. De gemeenteraad zal in juli een besluit nemen. Als deze ook akkoord gaat kan Amsterdam verdergaan met de bouw van de metrotunnel. Voor de benodigde 500 miljoen euro extra is nog geen oplossing gevonden. Inmiddels zijn de werkzaamheden aan het station De Pijp onder de Ferdinand Bolstraat weer gestart, na ruim driekwart jaar te hebben stilgelegen. |
| 1 juli 2009                  | De gemeenteraad besluit om de Noord/Zuidlijn af te bouwen. Zij volgt hiermee de aanbevelingen van de commissie-Veerman. |
| 19 augustus 2009             | Na een pauze van bijna een jaar worden de bouwwerkzaamheden aan de ondergrondse stations hervat. Om nieuwe problemen met verzakkingen en lekkages als gevolg van het graafwerk tegen te gaan, zoals vorig jaar bij de Vijzelgracht, wordt er nu bij het graven op grote diepte onder hoge luchtdruk gewerkt. De bouwers moeten hiertoe een luchtsluis passeren, om te wennen aan de hogere, respectievelijk lagere druk bij het naar binnen en naar buiten gaan. Dit is vergelijkbaar met diepzeeduiken. Wel moet worden voorkomen dat men last krijgt van caissonziekte. De eerste testen op grote diepte bij Station De Pijp zijn succesvol. Men verwacht nog een jaar bezig te zijn met het graven van dit station. |
| 14 september 2009            | De verhoren voor de Amsterdamse raadsenquête naar de problemen rond de Noord/Zuidlijn gaan van start. De commissie onder leiding van de Amsterdamse CDA-fractievoorzitter Maurice Limmen onderzoekt het besluitvormings- en uitvoeringsproces en de afspraken die er rond de financiën en risico's zijn gemaakt. Zo wil de commissie onder andere weten waarom in de contracten met aannemers alle risico's bij de gemeente zijn komen te liggen. Personen die door de commissie gehoord zullen worden zijn onder andere ex-minister Tineke Netelenbos, de ex-wethouders Geert Dales, Tjeerd Herrema, Mark van der Horst, Frank Köhler, Duco Stadig en Ernst Bakker. Ook burgemeester Job Cohen wordt bevraagd. Voorts worden een aantal (ex-)ambtenaren gehoord. De verhoren duren tot eind september. |
| 15 december 2009             | Het rapport van de Enquêtecommissie Noord/Zuidlijn wordt gepresenteerd. |
| 11 maart 2010                | De twee eerste boren staan klaar in de schacht bij het Damrak en worden ingezegend, door Ambro Bakker, deken van Amsterdam en pastoor van de nabijgelegen Sint-Nicolaasbasiliek, die in 2011 ook de andere tunnelboren zou dopen. De beide boren krijgen de namen 'Gravin' en 'Noortje'. De boorwerkzaamheden beginnen officieel. |
| 13 juni 2010                 | De tunnelboormachine van de Noord/Zuidlijn is onder de Dam gearriveerd. |
| 29 juni 2010                 | Het boren van de oostelijke tunnel tussen Centraal Station en Rokin is gereed. |
| 1 juli 2010                  | Het storten van de fundatievloer van station De Pijp is gereed. Op 9 juli wordt de overdruk in het onderste deel van het station afgelaten. |
| 16 augustus 2010             | Het boren van de westelijke tunnel tussen Centraal Station en Rokin start. Op 19 augustus is de betonnen wand van de startschacht doorboord. |
| 31 oktober 2010              | Het boren van de westelijke tunnel tussen Centraal Station en Rokin is gereed. |
| 24 maart 2011                | Het storten van de fundatievloer van station Rokin is gereed. |
| 31 maart 2011                | Van de hand van Bas Soetenhorst verschijnt het boek 'Het wonder van de Noord/Zuidlijn' over de besluitvorming sinds de jaren negentig, de aanbestedingsprocedure en de kostenstijgingen sinds 2002. Het boek geeft een ontluisterend beeld van de gang van zaken vanaf het begin van dit project. |
| 12 april 2011                | De gemeente Amsterdam introduceert een Dienst Metro, die voortaan alle werkzaamheden aan (de bouw) van de metro moet gaan coördineren. De bestaande Dienst Noord/Zuidlijn gaat hierin op. Dat geldt ook voor Projectbureau Amsys, dat nu onder toezicht staat van de Dienst Infrastructuur Verkeer en Vervoer (DIVV) en onder meer is belast met onderhoud van metrotreinen en beveiligingssystemen. |
| 28 april 2011                | De derde tunnelboormachine wordt op het Scheldeplein (bij het Europaplein) gedoopt met de naam 'Molly'. De gigantische boor wordt volgens traditie gezegend en voorzien van het beeldje van de beschermheilige van mijnwerkers Sint-Barbara. Daarmee zijn de boorders klaar om vanaf de zuidkant in de stad te gaan boren. |
| 28 mei 2011                  | Tijdens de 'dag van de bouw' zijn alle bouwputten voor het publiek te bezichtigen, inclusief de geboorde tunnel 20 meter onder het Damrak die voor het eerst open is. De open dag trekt ruim 16.000 belangstellenden. Het informatiecentrum aan het Stationsplein 7 wordt heropend met een vernieuwde presentatie. |
| 31 mei 2011                  | Het tunneldeel van 136 meter lang, 22 meter breed en een gewicht van 20.000 ton voor onder het Centraal Station is vanaf het IJ ingevaren onder het Stationseiland. |
| 31 augustus 2011             | Boor 'Molly' arriveert in Station De Pijp. |
| 3 oktober 2011               | Boor 'Molly' vertrekt uit Station De Pijp op weg naar Station Vijzelgracht om onder (de huizen van) De Pijp door te gaan boren. |
| 14 november 2011             | Na 24 dagen boren heeft Boor 'Molly' de afstand van 300 meter op een diepte van 30 meter onder de bebouwing van De Pijp door afgelegd. Het was de eerste keer dat er in Nederland recht onder huizen door is geboord. Er zijn geen noemenswaardige verzakkingen geconstateerd bij de woningen die ondergronds werden gepasseerd. Van de mogelijkheid om tijdens het boren elders onderdak te krijgen maakte slechts een gering aantal betrokken bewoners gebruik. |
| 15 november 2011             | De vierde en laatste tunnelboor wordt gedoopt met de naam 'Victoria'. Net als boor 'Molly' wordt deze boor voorzien van een beeldje van beschermheilige Sint-Barbara. Deze naam 'Victoria' is, net als bij de vorige boren, gekozen uit een prijsvraag. De boor gaat in december vanuit de startschacht aan het Scheldeplein boren in de richting van de Vijzelgracht. |
| 16 november 2011             | Het casco van Station Vijzelgracht is gereed, waarmee de kans op lekkages sterk is verminderd. Het laatste deel werd onder hoge luchtdruk aangelegd ter voorkoming van lekkages. In 2008 kwam dit station in het nieuws in verband met verzakkingen van historische wevershuisjes langs de Vijzelgracht, als gevolg waarvan de bouw geruime tijd moest worden stilgelegd. Nu kan worden begonnen met de afbouw van het station. |
| 21 november 2011             | Op het Stationsplein zijn de eerste twee toegangen tot de nieuwe verdeelhal, als onderdeel van het nieuwe metrostation voor de Noord/Zuidlijn, in gebruik genomen. Voorlopig is de helft van de hal in gebruik, nu kunnen de oude toegangen uit 1980 naar de Zuidoostlijn worden gesloopt om ruimte te maken voor de rest van de nieuwe ondergrondse stationshal met extra toegangen. De rode beschildering is tijdelijk, voor de opening van de Noord/Zuidlijn in 2017 wordt de hal verder afgewerkt. |
| 26 november 2011             | Boor 'Molly' (westbuis) komt aan bij station Vijzelgracht. De boor wordt geparkeerd, tot de wand van het station in het voorjaar van 2012 wordt doorboord en de definitieve aansluiting wordt gemaakt. |
| 9 februari 2012              | De gemeente Amsterdam, provincie Noord-Holland en het Rijk hebben een akkoord gesloten waardoor de Ringweg A10 bij Station Zuid ondergronds wordt gelegd. De kosten bedragen zeker 1,4 miljard euro. Tevens worden de metroperrons op station Zuid 'omgeklapt' van de oostzijde naar de westzijde. Dit betekent tevens het einde van de Amstelveenboog, de verbindingstunnel van Station Zuid naar de Buitenveldertselaan, waarmee de verlenging van de Noord/Zuidlijn richting Amstelveen definitief van de baan is. |
| 5 maart 2012                 | Boormachine 'Victoria' is door de anderhalve meter dikke betonnen wand van Station De Pijp geboord. De machine is hiermee klaar met het graven van de tweede tunnelbuis tussen het Scheldeplein en station De Pijp (Ceintuurbaan). |
| 7 maart 2012                 | Het stadsbestuur heeft alle namen voor de metrostations van de Noord/Zuidlijn vastgesteld. Alle definitieve stationsnamen op een rij en de daarvoor gehanteerde afkortingen: Noord (ND), Noorderpark (NDP), Centraal Station (CS), Rokin (RKN), Vijzelgracht (VZG), De Pijp (DPP) Europaplein (EPP) en Zuid (ZD). In drie gevallen is gekozen voor een andere naam dan de tot nu toe gehanteerde: station Buikslotermeerplein wordt station Noord, station Johan van Hasseltweg wordt station Noorderpark en station Ceintuurbaan wordt station De Pijp. |
| 3 april 2012                 | Boor 'Molly' arriveert bij Station Vijzelgracht. De boor heeft het traject tussen Station De Pijp en Vijzelgracht in 66 dagen voltooid. Daarmee heeft de boor de afstand van 563,2 meter met een gemiddelde snelheid van 8,5 meter per dag afgelegd. Binnenkort volgt boor 'Victoria' dezelfde route. |
| 13 juni 2012                 | Boormachine 'Victoria' komt aan in Station Vijzelgracht. De boor heeft de afstand vanaf Station De Pijp in 47 dagen afgelegd. Dit is 19 dagen sneller dan boor 'Molly'. Tijdens het boren zijn geen grote problemen ondervonden. |
| 17 augustus 2012             | Boormachine 'Molly' is op haar weg van Station Vijzelgracht naar Station Rokin twee belangrijke kwetsbare bouwwerken gepasseerd. Nadat eerst langs het Stadsarchief in de Vijzelstraat is gegraven is de boor nu ook voorbij de Munttoren uit 1620, die de passage van de boor goed heeft doorstaan. Voor het passeren van de boor waren hier speciale veiligheidsmaatregelen genomen om verzakking te voorkomen. |
| 4 september 2012             | Boor 'Molly' arriveert bij Station Rokin. De boor heeft het traject tussen Station Vijzelgracht en Rokin in 72 dagen voltooid. Daarmee heeft de boor de afstand van 883 meter met een gemiddelde snelheid van 12 meter per dag afgelegd. Binnenkort volgt boor 'Victoria' dezelfde route. |
| 24 september 2012            | Er zijn weer verzakkingen opgetreden aan de Vijzelgracht. Door het wegvloeien van boorvloeistof liep het metrostation Vijzelgracht vol met bentoniet. Ook waren er verzakkingen van ongeveer 7 millimeter in panden bij de hoek Vijzelgracht / Prinsengracht, tegenover de in 2008 veel erger verzakte panden, waardoor enkele bewoners hun huis uit moesten. Deze zakking valt binnen de marges en de schade bleef beperkt tot een klemmende toiletdeur. |
| 25 september 2012            | Het tunnelsegment met de naam 'Wendy' werd als eerste van de drie onder het IJ af te zinken tunnelsegmenten vanaf de Suezhaven naar de definitieve plek achter het Centraal Station gevaren, waarna het afzinken plaatsvond. |
| 9 oktober 2012               | Het tunnelsegment met de naam 'Hilly' werd als laatste van de drie onder het IJ af te zinken tunnelsegmenten vanaf de Suezhaven naar de definitieve plek gevaren, waarna het afzinken plaatsvond. Dit tunnelelement is vernoemd naar Hilly Tan, de moeder van Humberto Tan. |
| 15 november 2012             | De eerder in het IJ afgezonken tunneldelen zijn nu met elkaar verbonden, zodat voor het eerst van Noord naar het Centraal Station onder het IJ door kan worden gewandeld. Het zal nog zeker vijf jaar duren voordat reizigers dat hier per metrotrein kunnen doen. |
| 20 november 2012             | Er zijn circa 25 kunstenaars geselecteerd die ontwerpen gaan maken voor kunstwerken in de acht metrostations. In 2013 wordt er een definitieve keuze gemaakt wie wat gaat uitvoeren. |
| 1 december 2012              | Het boren van de tunnel is klaar. Na een proces van 2,5 jaar is het boren van de tunnel voor de Noord/Zuidlijn voltooid, nu Boor 'Victoria' is aangekomen bij Station Rokin. Nu naast de afgezonken tunnel onder het IJ ook de geboorde tunnel compleet is, moet de tunnel nog verder worden afgewerkt. Dit zal nog zeker vijf jaar in beslag nemen voordat op zijn vroegst in 2017 de metro kan gaan rijden. |
| 16 januari 2013              | Met het weghalen van de laatste schotten onder het Centraal Station is de tunnel voltooid. Het is nu mogelijk om vanaf Amsterdam-Noord via de tunnel naar het Europaplein te wandelen. Alleen de tunnelboren in station Rokin moeten nog verwijderd worden en de tunnel moet nog wel afgewerkt worden. |
| 27 februari 2013             | De nieuwe metrotunnel voor de Noord/Zuidlijn in Amsterdam is sinds deze dag één langgerekt en onafgebroken geheel. Theoretisch is het nu mogelijk om via het ondergrondse gangenstelsel van noord naar zuid te lopen of te fietsen over een afstand van 9,7 kilometer. |
| 16 augustus 2014             | Drie jaar voor de geplande opening dreigt er weer nieuw uitstel voor de ingebruikname van de Noord/Zuidlijn. De stations zijn gebouwd en de tunnels zijn geboord, maar de afwerking, van met name de veiligheids- en ICT-systemen, is zo gecompliceerd dat het (veel) langer kan gaan duren dan gepland voordat de tunnel gereed is om voor de reizigersdienst gebruikt te kunnen worden. Een werkgroep die dit onderzocht concludeert dat de boven- en afbouw van de Noord/Zuidlijn nog veel voeten in aarde hebben. "Het gaat om andere risico's dan bij het tunnelboren en opleveren van de ruwbouw, maar niet minder groot." Volgens een woordvoerder worden de risico's veroorzaakt door de opeenstapeling van complexe processen, "onder meer het samenvoegen van ingewikkelde veiligheids- en ict-systemen". |
| 11 april 2015                | Metrostel 76 (type M4) is het eerste Amsterdamse metrotreinstel dat daadwerkelijk op de nieuw aangelegde infrastructuur van de Noord/Zuidlijn staat. Het treinstel is per vrachtwagen van de werkplaats in Diemen-Zuid naar het emplacement op de Nieuwe Leeuwarderweg bij station Noord gebracht. Met het stel worden de eerste tests van de aangebrachte software van het nieuwe veiligheids- en besturingssysteem uitgevoerd. |
| 18 juni 2015                 | Onderaannemer Oskomera wordt failliet verklaard. Oskomera was verantwoordelijk voor de bouw van de gevels en overkappingen in de stations. Vertraging volgt. |
| 28 juni tot 16 augustus 2015 | De sporen van de Noord/Zuidlijn worden bij Station Zuid aangesloten op het bestaande metronet. Lijn 50 rijdt deze periode niet ten oosten van station Zuid, terwijl lijn 51 wordt vervangen door een busdienst. |
| 30 juli 2015                 | In de laatste week van juli 2015 zijn de laatste meters spoor tussen Station Zuid en Europaplein op hun definitieve plek aangelegd. Daarmee is de gehele lijn nu te berijden door transportvoertuigen. |
| 13 augustus 2015             | Onderaannemer Imtech wordt door de rechter failliet verklaard. Onderdelen van Imtech waren verantwoordelijk voor onder andere de aanleg van technische systemen en de tunnelinfrastructuur. De meeste werknemers zijn overgenomen door andere bouwbedrijven en kunnen het werk voortzetten. |
| 30 september 2015            | Nieuwe vertraging voor de openingsdatum van de Noord/Zuidlijn dreigt: de gemeente houdt nog steeds vast aan de geplande openingsdatum van oktober 2017, maar de kans dat deze datum ook daadwerkelijk wordt gehaald is 5 %, aldus de Amsterdamse wethouder Litjens van Verkeer en Vervoer. Men hoopt in de loop van 2016 de definitieve openingsdatum te kunnen vaststellen. |
| 26 oktober 2015              | In de nacht van 25 op 26 oktober 2015 reed voor het eerst een metrostel over de sporen in de Noord/Zuidlijntunnel. Metrostel 106 (type M4) werd vanaf station Zuid de tunnel ingetrokken. Met dit stel wordt gedurende 10 dagen de treinbeveiliging in de tunnels getest. Dit gebeurt op dezelfde manier waarop dit ook met treinstel 76 in april 2015 in Amsterdam-Noord werd gedaan. De metro rijdt daarbij niet op eigen kracht maar wordt met hulp van een speciaal voertuig voortgetrokken en -geduwd. |
| 25 november 2015             | Na tien jaar van werkzaamheden schakelde Liander voor het eerst de stroom in op de 11,5 km. lange metrolijn. Het net bestaat uit acht spanningsruimtes met ieder een zware elektriciteitsaansluiting. Het is volgens de netbeheerder zeldzaam dat in het centrum van Amsterdam gebruik wordt gemaakt van zulke grote aansluitingen. |
| 12 maart 2016                | In de nacht van 11 op 12 maart 2016 werd metrostel 161, een halve metro type M5, met behulp van een tunneltransportvoertuig vanaf station Zuid naar station Noord gesleept. Het is daarmee de eerste metro die het volledige traject van de Noord/Zuidlijn heeft afgelegd. In de nacht van 12 op 13 maart volgde stel 162. Nadat deze twee halve stellen weer tot een heel M5-stel zijn samengevoegd zullen er diverse testritten volgen, waarbij de metro voor het eerst op eigen kracht over de nieuwe lijn zal rijden, uiteindelijk over het gehele traject. |
| 17 maart 2016                | De aanleg van de Noord/Zuidlijn loopt naar schatting vier tot zes maanden extra vertraging op, dit als gevolg van de faillissementen van gevelbouwer Oskomera en installatiebedrijf Imtech. Dit blijkt uit de nieuwste kwartaalreportage, die betrekking heeft op het laatste kwartaal van 2015. De afbouwwerkzaamheden bevinden zich in de slotfase, waarbij het gaat om zaken als het plaatsen van liften, testen van roltrappen en het aanbrengen van brandwerende bekleding. Een deel van het nieuwe ICT-netwerk voor het metrosysteem is al gereed. |
| 19 april 2016                | Als gevolg van de bouwwerkzaamheden onder het monumentale stationsgebouw van Amsterdam Centraal blijken er scheuren in de gevel te zijn ontstaan. De schade bedraagt enkele tonnen, ongeveer 1 promille van de totale bouwkosten van het project. Volgens een woordvoerder van Prorail valt de schade mee: "Gezien de werkzaamheden is het logisch dat er hier en daar een scheur is ontstaan." |
| 20 april 2016                | De eerste proefrit met een treinstel op hogere snelheid. Tussen de stations Noorderpark en Noord werd gereden met 62 km/h. De maximumsnelheid op dit baangedeelte wordt 80 km/h. |
| 8 juli 2016                  | De nieuwe geplande openingsdatum van de Noord/Zuidlijn is nu 22 juli 2018. Tot nu toe werd uitgegaan van oktober 2017, maar vanwege nieuwe tegenslagen wordt de opening opnieuw negen maanden uitgesteld. De vertraging is veroorzaakt door faillissementen van twee bedrijven die betrokken waren bij de afbouw. Ook de nieuwe softwaresystemen zorgen voor vertraging, het kost meer tijd om alles op elkaar af te stellen en voor proefritten met de nieuwe metrotreinstellen is meer tijd nodig. Sinds het definitieve aanlegbesluit van de Noord/Zuidlijn in 2002 is de oplevering in een aantal stappen uitgesteld van 2011 naar 2018. Het budget is van toen 1,4 miljard euro, gestegen tot 3,1 miljard. Er is nu geen sprake van verdere kostenoverschrijdingen, het budget van 3,1 miljard wordt vooralsnog voldoende geacht. |
| 2 januari 2017               | De eerste zelfstandige metrotestrit op Noord/Zuidlijn vindt plaats. Vanaf Station Zuid worden over een periode van zeven maanden testritten op de metrolijn naar Station Noord uitgevoerd met treinstellen type M5. Eerst wordt langzaam gereden, daarna ook op hoge snelheid en ook met meerdere treinstellen. |
| 6 april 2017                 | Na een periode van drie maanden proefrijden op lage snelheid met aanvankelijk één treinstel en later tot acht treinstellen tegelijk, vond op 6 april 2017 de eerste proefrit op volle snelheid plaats over het hele traject tussen Station Zuid en Station Noord. Hiervoor waren genodigden als de wethouder, projectleiders, metrobouwers en journalisten uitgenodigd. De komende maanden wordt getest of alle technische systemen goed met elkaar samenwerken. Vanaf januari 2018 wordt proefgereden met passagiers. |
| 27 juli 2017                 | Opnieuw dreigen er problemen rond de opening van de Noord/Zuidlijn. Deze keer gaat het om het nieuwe treinbeveiligingssysteem. Dit wordt ingevoerd op zowel de nieuwe Noord/Zuidlijn als op de bestaande metrolijnen. Alstom, de producent van dit systeem, heeft medegedeeld dat het niet gaat lukken voor de geplande openingsdatum van de Noord/Zuidlijn de software voor het hele metronet op tijd te leveren. Hoewel de geplande opleverdatum voor de nieuwe metroverbinding op 22 juli 2018 blijft staan, geeft de directeur van de Noord/Zuidlijn aan dat het 'een toprisico' blijft. Men streeft er naar om het beveiligingssysteem op de Noord/Zuidlijn op tijd gereed te hebben, waarbij de bestaande lijnen niet als eerste, zoals het plan was, maar pas later aan de beurt komen. Er zijn dan enige tijd naast elkaar twee systemen, met twee verkeersleiderscentra, in gebruik. De risico's voor storingen en vertragingen zijn hierbij groot. Ook de kans op vertraging bij de opening van de lijn is een reëel risico, maar men houdt vooralsnog vast aan de openingsdatum van 22 juli 2018. |
| 11 januari 2018              | Bijna vijftien jaar na de start van de bouw (op 22 april 2003) van de Noord/Zuidlijn zijn de bouwwerkzaamheden voltooid. De aannemers hebben de stations en de metrolijn opgeleverd. Op 20 januari kon het publiek tijdens een open dag zes van de acht nieuwe stations bezichtigen. Er kwamen 40.000 bezoekers op af. De maanden erna wordt door het GVB een proefbedrijf uitgevoerd tot de verwachte opening voor reizigers op 22 juli 2018. |
| 5 april 2018                 | Wethouder Verkeer en Vervoer Pieter Litjens maakt bekend dat de definitieve opening inderdaad op 22 juli zal plaatsvinden. |
| 21 juli 2018                 | De Noord/Zuidlijn wordt officieel geopend door de Amsterdamse burgemeester Femke Halsema. Diezelfde dag is er een open dag waarop bezoekers kunnen kennis maken met de nieuwe metrolijn. Op alle nieuwe stations zijn er evenementen georganiseerd. Er komen 60.000 mensen op af. |
| 22 juli 2018                 | De Noord/Zuidlijn gaat rijden volgens dienstregeling voor betalende reizigers. Het Amsterdamse tram- en busnet wordt grondig gereorganiseerd als gevolg van de ingebruikname van de metrolijn. |
| 1 augustus 2018              | In de eerste week na de opening van de Noord/Zuidlijn trok de nieuwe metro gemiddeld 72.000 reizigers per dag. |
| 26 september 2018            | Twee maanden na de opening van de Noord/Zuidlijn werden de eerste vervoercijfers bekend gemaakt. Sinds start van de winterdienstregeling op 2 september is het gemiddelde aantal reizigers circa 84.000 per dag. Het drukste station is Centraal Station met dagelijks 23.000 reizigers. Station Noord telt 14.000 reizigers, Station Zuid 12.000 reizigers per dag. Het totaal aantal reizigers per dag bij de Amsterdamse metro steeg naar 340.000 per dag, de tram vervoert er nu 310.000 en de bus 146.000 passagiers per dag. De metro heeft bij het GVB nu een aandeel van 42 % (in 2017: 33 %), de tram 40 % (in 2017: 47 %) en de bus 18 % (in 2017: 20 %). Er reizen in Amsterdam nu iets meer mensen per metro dan per tram. Van tramlijn 24, die tussen Centraal Station en Ceintuurbaan parallel rijdt met de Noord/Zuidlijn, is circa de helft van de reizigers naar de metrolijn gegaan. |
| 7 januari 2019               | Nu de Noord/Zuidlijn een half jaar in bedrijf is worden er plannen gepresenteerd voor verlenging van Station Zuid naar Schiphol. De luchthaven wil de capaciteit van het vervoer van en naar Schiphol vergroten door aanleg van de metroverbinding naar Station Zuid. Daarmee zou een deel van het locale treinvervoer tussen Schiphol, Amsterdam-Zuid en Amsterdam Centraal per metro kunnen plaatsvinden. Door vervolgens het aantal stoptreinen te verminderen, komt er ruimte vrij voor internationale hogesnelheidstreinen op het ondergrondse NS-station van de luchthaven. De spoortunnels kunnen niet worden uitgebreid, doordat Schiphol er in het verleden overheen heeft gebouwd. Zie ook: Metrolijn naar Schiphol en Verlenging van de Noord/Zuidlijn naar Schiphol. |
| 13 november 2020             | Een alliantie van zeven partijen, bestaande uit de Vervoerregio Amsterdam, de gemeentes Amsterdam en Haarlemmermeer, de provincie Noord-Holland, NS, KLM en Schiphol, zijn bereid in elk geval een eigen bijdrage van 1,025 miljard euro te doen, afkomstig uit algemene middelen, grondopbrengsten en exploitatieopbrengsten. Dit om een de bouw van de verlenging van de metrolijn naar Schiphol, en mogelijk ook Hoofddorp, te bespoedigen. Ook het 'sluiten van de Ring', tussen Isolatorweg en Centraal Station, behoort tot de wensen. Een mogelijke oplossing is om de opbrengsten van woningbouw en kantoren langs het tracé van de verlenging naar Schiphol te gebruiken voor de realisatie van de lijn. De totale kosten bedragen echter zeker vier miljard euro, waarvoor een beroep op het Rijk moet worden gedaan. |
| 14 november 2022             | Op 14 november 2022 werd bekend gemaakt dat de gemeente Amsterdam een deal heeft met het Rijk over de bekostiging van enkele grote projecten, waaronder de verlenging van de Noord/Zuidlijn van Station Zuid naar Schiphol en Hoofddorp. Voorts komt er geld vrij voor het afmaken van het Zuidasdok. Ook zou de Ringspoorlijn vanaf Station Amsterdam Sloterdijk worden uitgebreid tot aan een nieuw Station Haven-Stad / 'Hemknoop' (dus nog niet verder tot aan het Centraal Station). Er wordt nog onderzoek gedaan naar het uiteindelijke tracé naar Schiphol en Hoofddorp. Op zijn vroegst zou in 2028 gestart kunnen worden met de bouw hiervan, die circa tien jaar zou moeten duren. De kosten van de verlenging van van de Noord/Zuidlijn van Station Zuid naar Schiphol en Hoofddorp kost zeker 3,3 miljard euro. Het gehele pakket aan maatregelen bedraagt totaal 5,4 miljard euro, waarvan het Rijk 4,1 miljard euro betaalt en regionale partijen samen 1,3 miljard euro bijdragen. Amsterdam draagt voor 600 miljoen bij, terwijl Schiphol 100 miljoen euro betaalt. Ook de Vervoerregio Amsterdam, provincie Noord-Holland, NS, KLM, projectontwikkelaar SDAC en de gemeente Haarlemmermeer nemen deel aan het project. |

## Onderscheidingen
De Noord/Zuidlijn heeft verschillende prijzen gewonnen, waaronder:
| Jaar | Prijs                                 |
| ---- | ------------------------------------- |
| 2005 | Hubert Raedschelders Innovatieprijs   |
| 2007 | Fleming Award                         |
| 2010 | Communicatieman van het Jaar          |
| 2013 | International Tunnelling Award        |
| 2013 | Schreudersprijs                       |
| 2013 | Welcom Amsterdamse Communicatie Award |
| 2014 | Ground Engineering Award              |
| 2018 | ARC18 Architectuur Award              |
| 2019 | BNA Beste Gebouw van het Jaar         |
| 2019 | Gouden A.A.P.                         |
| 2019 | Mooiste boek ter wereld               |
| 2019 | Webby Award                           |